# Llista d'asteroides (404001-405000)
Llista d'asteroides del 404.001 al 405.000, amb data de descoberta i descobridor. És un fragment de la llista d'asteroides completa. Als asteroides se'ls dona un número quan es confirma la seva òrbita, per tant apareixen llistats aproximadament segons la data de descobriment.

## 404001-404100
| Nom    | Designació provisional | Data de descobriment   | Lloc de descobriment | Descobridor/s        |
| ------ | ---------------------- | ---------------------- | -------------------- | -------------------- |
| 404001 | 2012 BC138             | 25 de desembre de 2005 | Kitt Peak            | Spacewatch           |
| 404002 | 2012 BO138             | 29 d'octubre de 2005   | Mount Lemmon         | Mt. Lemmon Survey    |
| 404003 | 2012 BU138             | 22 de novembre de 2005 | Kitt Peak            | Spacewatch           |
| 404004 | 2012 BX148             | 29 de gener de 2012    | Kitt Peak            | Spacewatch           |
| 404005 | 2012 BA152             | 31 de desembre de 2000 | Kitt Peak            | Spacewatch           |
| 404006 | 2012 BO152             | 18 de febrer de 2008   | Mount Lemmon         | Mt. Lemmon Survey    |
| 404007 | 2012 CB2               | 30 de setembre de 2003 | Kitt Peak            | Spacewatch           |
| 404008 | 2012 CC2               | 23 de febrer de 2007   | Kitt Peak            | Spacewatch           |
| 404009 | 2012 CT7               | 19 de setembre de 2006 | Catalina             | CSS                  |
| 404010 | 2012 CU7               | 5 de novembre de 2010  | Mount Lemmon         | Mt. Lemmon Survey    |
| 404011 | 2012 CP10              | 23 de febrer de 2007   | Kitt Peak            | Spacewatch           |
| 404012 | 2012 CB12              | 28 de novembre de 2010 | Mount Lemmon         | Mt. Lemmon Survey    |
| 404013 | 2012 CF12              | 26 de setembre de 2009 | Kitt Peak            | Spacewatch           |
| 404014 | 2012 CN12              | 21 de febrer de 2007   | Mount Lemmon         | Mt. Lemmon Survey    |
| 404015 | 2012 CY12              | 12 de març de 2007     | Kitt Peak            | Spacewatch           |
| 404016 | 2012 CE13              | 16 de novembre de 2010 | Mount Lemmon         | Mt. Lemmon Survey    |
| 404017 | 2012 CN13              | 25 de setembre de 2006 | Catalina             | CSS                  |
| 404018 | 2012 CQ14              | 28 de març de 2008     | Kitt Peak            | Spacewatch           |
| 404019 | 2012 CG15              | 21 de gener de 2012    | Kitt Peak            | Spacewatch           |
| 404020 | 2012 CM16              | 17 d'octubre de 2010   | Kitt Peak            | Spacewatch           |
| 404021 | 2012 CY17              | 13 de setembre de 2004 | Kitt Peak            | Spacewatch           |
| 404022 | 2012 CC21              | 25 de setembre de 2005 | Kitt Peak            | Spacewatch           |
| 404023 | 2012 CE29              | 11 de març de 2008     | Siding Spring        | Siding Spring Survey |
| 404024 | 2012 CH29              | 19 d'octubre de 2006   | Catalina             | CSS                  |
| 404025 | 2012 CG30              | 17 de febrer de 2007   | Kitt Peak            | Spacewatch           |
| 404026 | 2012 CW34              | 26 de gener de 2012    | Kitt Peak            | Spacewatch           |
| 404027 | 2012 CU37              | 20 de gener de 2012    | Kitt Peak            | Spacewatch           |
| 404028 | 2012 CP41              | 15 de setembre de 2010 | Catalina             | CSS                  |
| 404029 | 2012 CU42              | 8 de gener de 2006     | Kitt Peak            | Spacewatch           |
| 404030 | 2012 CW42              | 12 de març de 2007     | Kitt Peak            | Spacewatch           |
| 404031 | 2012 CG43              | 28 de novembre de 2011 | Mount Lemmon         | Mt. Lemmon Survey    |
| 404032 | 2012 CR44              | 27 de febrer de 2007   | Kitt Peak            | Spacewatch           |
| 404033 | 2012 CF45              | 27 de desembre de 2011 | Mount Lemmon         | Mt. Lemmon Survey    |
| 404034 | 2012 CT45              | 10 de setembre de 2010 | Mount Lemmon         | Mt. Lemmon Survey    |
| 404035 | 2012 CM49              | 20 de novembre de 2006 | Kitt Peak            | Spacewatch           |
| 404036 | 2012 CM51              | 21 de febrer de 2007   | Kitt Peak            | Spacewatch           |
| 404037 | 2012 CU52              | 27 de gener de 2007    | Kitt Peak            | Spacewatch           |
| 404038 | 2012 CQ53              | 21 de desembre de 2000 | Kitt Peak            | Spacewatch           |
| 404039 | 2012 DC                | 19 de setembre de 2009 | Mount Lemmon         | Mt. Lemmon Survey    |
| 404040 | 2012 DO1               | 15 d'agost de 2009     | Kitt Peak            | Spacewatch           |
| 404041 | 2012 DD3               | 22 de gener de 2006    | Mount Lemmon         | Mt. Lemmon Survey    |
| 404042 | 2012 DQ5               | 5 de desembre de 2002  | Kitt Peak            | Spacewatch           |
| 404043 | 2012 DV5               | 9 de gener de 2006     | Kitt Peak            | Spacewatch           |
| 404044 | 2012 DA6               | 31 de desembre de 2005 | Kitt Peak            | Spacewatch           |
| 404045 | 2012 DB7               | 26 de desembre de 2011 | Kitt Peak            | Spacewatch           |
| 404046 | 2012 DC7               | 1 de novembre de 2011  | Mount Lemmon         | Mt. Lemmon Survey    |
| 404047 | 2012 DB8               | 29 d'octubre de 2003   | Kitt Peak            | Spacewatch           |
| 404048 | 2012 DY8               | 9 d'octubre de 2010    | Mount Lemmon         | Mt. Lemmon Survey    |
| 404049 | 2012 DR9               | 27 de gener de 2007    | Mount Lemmon         | Mt. Lemmon Survey    |
| 404050 | 2012 DL12              | 30 de gener de 2012    | Kitt Peak            | Spacewatch           |
| 404051 | 2012 DT13              | 14 de març de 2007     | Mount Lemmon         | Mt. Lemmon Survey    |
| 404052 | 2012 DV13              | 18 de setembre de 2010 | Mount Lemmon         | Mt. Lemmon Survey    |
| 404053 | 2012 DG16              | 1 de desembre de 2010  | Kitt Peak            | Spacewatch           |
| 404054 | 2012 DJ16              | 3 de febrer de 2012    | Mount Lemmon         | Mt. Lemmon Survey    |
| 404055 | 2012 DV16              | 7 d'octubre de 2004    | Kitt Peak            | Spacewatch           |
| 404056 | 2012 DE17              | 25 de juliol de 2010   | WISE                 | WISE                 |
| 404057 | 2012 DO23              | 30 de gener de 2006    | Catalina             | CSS                  |
| 404058 | 2012 DX26              | 12 de març de 2007     | Catalina             | CSS                  |
| 404059 | 2012 DD27              | 17 de febrer de 2007   | Mount Lemmon         | Mt. Lemmon Survey    |
| 404060 | 2012 DJ27              | 23 de gener de 2006    | Kitt Peak            | Spacewatch           |
| 404061 | 2012 DM27              | 17 de setembre de 2009 | Kitt Peak            | Spacewatch           |
| 404062 | 2012 DK29              | 28 d'agost de 2005     | Kitt Peak            | Spacewatch           |
| 404063 | 2012 DS33              | 17 de febrer de 2007   | Mount Lemmon         | Mt. Lemmon Survey    |
| 404064 | 2012 DD38              | 28 de desembre de 2005 | Kitt Peak            | Spacewatch           |
| 404065 | 2012 DQ39              | 18 de gener de 2010    | WISE                 | WISE                 |
| 404066 | 2012 DT43              | 27 de gener de 2006    | Mount Lemmon         | Mt. Lemmon Survey    |
| 404067 | 2012 DC50              | 15 de març de 2007     | Mount Lemmon         | Mt. Lemmon Survey    |
| 404068 | 2012 DN59              | 16 de març de 2007     | Kitt Peak            | Spacewatch           |
| 404069 | 2012 DF60              | 17 de febrer de 2007   | Kitt Peak            | Spacewatch           |
| 404070 | 2012 DW61              | 15 d'octubre de 2004   | Mount Lemmon         | Mt. Lemmon Survey    |
| 404071 | 2012 DU65              | 4 de desembre de 2005  | Mount Lemmon         | Mt. Lemmon Survey    |
| 404072 | 2012 DF67              | 31 de gener de 2006    | Kitt Peak            | Spacewatch           |
| 404073 | 2012 DE69              | 29 de juliol de 2010   | WISE                 | WISE                 |
| 404074 | 2012 DH71              | 26 de novembre de 2005 | Mount Lemmon         | Mt. Lemmon Survey    |
| 404075 | 2012 DJ73              | 19 de gener de 2012    | Kitt Peak            | Spacewatch           |
| 404076 | 2012 DM79              | 16 de març de 2007     | Kitt Peak            | Spacewatch           |
| 404077 | 2012 DV81              | 11 de setembre de 2004 | Kitt Peak            | Spacewatch           |
| 404078 | 2012 DT83              | 21 de desembre de 2005 | Catalina             | CSS                  |
| 404079 | 2012 DL88              | 17 de febrer de 2004   | Kitt Peak            | Spacewatch           |
| 404080 | 2012 DB89              | 29 de setembre de 2009 | Mount Lemmon         | Mt. Lemmon Survey    |
| 404081 | 2012 DK89              | 13 de desembre de 2010 | Mount Lemmon         | Mt. Lemmon Survey    |
| 404082 | 2012 EN                | 9 de març de 2005      | Mount Lemmon         | Mt. Lemmon Survey    |
| 404083 | 2012 ER1               | 19 d'abril de 2007     | Kitt Peak            | Spacewatch           |
| 404084 | 2012 ES1               | 22 de febrer de 2006   | Anderson Mesa        | LONEOS               |
| 404085 | 2012 ET4               | 7 d'octubre de 2004    | Socorro              | LINEAR               |
| 404086 | 2012 ES6               | 26 de gener de 2000    | Kitt Peak            | Spacewatch           |
| 404087 | 2012 EN7               | 19 de setembre de 2003 | Socorro              | LINEAR               |
| 404088 | 2012 EZ10              | 9 d'octubre de 2004    | Kitt Peak            | Spacewatch           |
| 404089 | 2012 FV                | 10 de novembre de 2005 | Mount Lemmon         | Mt. Lemmon Survey    |
| 404090 | 2012 FP5               | 10 de març de 2007     | Mount Lemmon         | Mt. Lemmon Survey    |
| 404091 | 2012 FO9               | 14 de gener de 2010    | WISE                 | WISE                 |
| 404092 | 2012 FF19              | 22 d'abril de 2007     | Kitt Peak            | Spacewatch           |
| 404093 | 2012 FK22              | 3 de setembre de 1997  | Caussols             | ODAS                 |
| 404094 | 2012 FE30              | 12 de desembre de 2004 | Kitt Peak            | Spacewatch           |
| 404095 | 2012 FP32              | 27 de desembre de 2005 | Kitt Peak            | Spacewatch           |
| 404096 | 2012 FJ33              | 12 de març de 2007     | Kitt Peak            | Spacewatch           |
| 404097 | 2012 FN33              | 6 de setembre de 2008  | Mount Lemmon         | Mt. Lemmon Survey    |
| 404098 | 2012 FM45              | 28 de desembre de 2005 | Mount Lemmon         | Mt. Lemmon Survey    |
| 404099 | 2012 FE46              | 22 de febrer de 2012   | Kitt Peak            | Spacewatch           |
| 404100 | 2012 FK50              | 24 de desembre de 2006 | Kitt Peak            | Spacewatch           |

## 404101-404200
| Nom    | Designació provisional | Data de descobriment   | Lloc de descobriment | Descobridor/s        |
| ------ | ---------------------- | ---------------------- | -------------------- | -------------------- |
| 404101 | 2012 FW57              | 30 de gener de 2006    | Kitt Peak            | Spacewatch           |
| 404102 | 2012 FS69              | 17 de novembre de 2010 | Mount Lemmon         | Mt. Lemmon Survey    |
| 404103 | 2012 FC82              | 23 d'abril de 2007     | Mount Lemmon         | Mt. Lemmon Survey    |
| 404104 | 2012 GN2               | 4 de setembre de 1999  | Kitt Peak            | Spacewatch           |
| 404105 | 2012 GX20              | 25 d'abril de 2007     | Kitt Peak            | Spacewatch           |
| 404106 | 2012 HX36              | 5 de febrer de 2000    | Kitt Peak            | Spacewatch           |
| 404107 | 2012 QW35              | 18 de novembre de 2009 | Kitt Peak            | Spacewatch           |
| 404108 | 2012 SF51              | 24 de setembre de 2012 | Mount Lemmon         | Mt. Lemmon Survey    |
| 404109 | 2012 UE1               | 22 de maig de 2003     | Kitt Peak            | Spacewatch           |
| 404110 | 2012 WO8               | 22 de setembre de 2003 | Kitt Peak            | Spacewatch           |
| 404111 | 2012 XO40              | 19 de novembre de 2003 | Anderson Mesa        | LONEOS               |
| 404112 | 2012 XQ83              | 30 de desembre de 2007 | Kitt Peak            | Spacewatch           |
| 404113 | 2012 XX105             | 29 de gener de 2006    | Catalina             | CSS                  |
| 404114 | 2012 XL152             | 2 de febrer de 2006    | Anderson Mesa        | LONEOS               |
| 404115 | 2013 AG                | 15 de juny de 2010     | Siding Spring        | Siding Spring Survey |
| 404116 | 2013 AV17              | 10 de febrer de 2002   | Anderson Mesa        | LONEOS               |
| 404117 | 2013 AJ23              | 20 de febrer de 2002   | Kitt Peak            | Spacewatch           |
| 404118 | 2013 AF40              | 1 de novembre de 2008  | Mount Lemmon         | Mt. Lemmon Survey    |
| 404119 | 2013 AA42              | 26 de març de 2006     | Kitt Peak            | Spacewatch           |
| 404120 | 2013 AZ57              | 20 de febrer de 2006   | Mount Lemmon         | Mt. Lemmon Survey    |
| 404121 | 2013 AY59              | 24 de febrer de 2006   | Mount Lemmon         | Mt. Lemmon Survey    |
| 404122 | 2013 AH74              | 13 d'abril de 2005     | Catalina             | CSS                  |
| 404123 | 2013 AL114             | 22 de juny de 2006     | Kitt Peak            | Spacewatch           |
| 404124 | 2013 AW116             | 11 de setembre de 2007 | Kitt Peak            | Spacewatch           |
| 404125 | 2013 AW117             | 10 de febrer de 2002   | Socorro              | LINEAR               |
| 404126 | 2013 AM128             | 1 de febrer de 2006    | Kitt Peak            | Spacewatch           |
| 404127 | 2013 AN174             | 10 de maig de 2005     | Mount Lemmon         | Mt. Lemmon Survey    |
| 404128 | 2013 AS182             | 13 de març de 2010     | Mount Lemmon         | Mt. Lemmon Survey    |
| 404129 | 2013 BN8               | 22 de desembre de 2008 | Kitt Peak            | Spacewatch           |
| 404130 | 2013 BF28              | 22 de novembre de 2006 | Kitt Peak            | Spacewatch           |
| 404131 | 2013 BD30              | 23 de setembre de 2008 | Kitt Peak            | Spacewatch           |
| 404132 | 2013 BL61              | 5 de gener de 2013     | Kitt Peak            | Spacewatch           |
| 404133 | 2013 BP61              | 28 de desembre de 2005 | Mount Lemmon         | Mt. Lemmon Survey    |
| 404134 | 2013 BQ62              | 14 de setembre de 2007 | Mount Lemmon         | Mt. Lemmon Survey    |
| 404135 | 2013 CH2               | 27 de febrer de 2009   | Siding Spring        | Siding Spring Survey |
| 404136 | 2013 CV4               | 1 de febrer de 2006    | Mount Lemmon         | Mt. Lemmon Survey    |
| 404137 | 2013 CX9               | 24 de març de 2006     | Mount Lemmon         | Mt. Lemmon Survey    |
| 404138 | 2013 CM10              | 21 de desembre de 2008 | Kitt Peak            | Spacewatch           |
| 404139 | 2013 CP16              | 13 de març de 2002     | Socorro              | LINEAR               |
| 404140 | 2013 CQ17              | 4 de febrer de 2009    | Mount Lemmon         | Mt. Lemmon Survey    |
| 404141 | 2013 CE18              | 11 de novembre de 2001 | Kitt Peak            | Spacewatch           |
| 404142 | 2013 CK18              | 28 d'agost de 2006     | Kitt Peak            | Spacewatch           |
| 404143 | 2013 CR18              | 22 d'octubre de 2008   | Kitt Peak            | Spacewatch           |
| 404144 | 2013 CY18              | 30 de desembre de 2008 | Mount Lemmon         | Mt. Lemmon Survey    |
| 404145 | 2013 CB19              | 1 de març de 2005      | Kitt Peak            | Spacewatch           |
| 404146 | 2013 CD19              | 26 d'octubre de 2008   | Kitt Peak            | Spacewatch           |
| 404147 | 2013 CF24              | 28 de gener de 2006    | Mount Lemmon         | Mt. Lemmon Survey    |
| 404148 | 2013 CK29              | 11 de juliol de 2004   | Socorro              | LINEAR               |
| 404149 | 2013 CR30              | 23 de gener de 2006    | Kitt Peak            | Spacewatch           |
| 404150 | 2013 CB32              | 27 de març de 2003     | Campo Imperatore     | CINEOS               |
| 404151 | 2013 CQ33              | 12 de maig de 2008     | Siding Spring        | Siding Spring Survey |
| 404152 | 2013 CK38              | 24 d'agost de 2007     | Kitt Peak            | Spacewatch           |
| 404153 | 2013 CU38              | 24 de setembre de 2011 | Mount Lemmon         | Mt. Lemmon Survey    |
| 404154 | 2013 CS44              | 28 de gener de 2009    | Kitt Peak            | Spacewatch           |
| 404155 | 2013 CF46              | 7 de maig de 2006      | Mount Lemmon         | Mt. Lemmon Survey    |
| 404156 | 2013 CS46              | 5 de març de 2010      | Kitt Peak            | Spacewatch           |
| 404157 | 2013 CJ50              | 29 de febrer de 2000   | Socorro              | LINEAR               |
| 404158 | 2013 CR54              | 2 de març de 2006      | Kitt Peak            | Spacewatch           |
| 404159 | 2013 CG58              | 5 de febrer de 2013    | Kitt Peak            | Spacewatch           |
| 404160 | 2013 CH62              | 16 de gener de 2009    | Kitt Peak            | Spacewatch           |
| 404161 | 2013 CS64              | 28 de desembre de 2005 | Mount Lemmon         | Mt. Lemmon Survey    |
| 404162 | 2013 CX66              | 3 de febrer de 2009    | Kitt Peak            | Spacewatch           |
| 404163 | 2013 CG70              | 16 de març de 2010     | WISE                 | WISE                 |
| 404164 | 2013 CC71              | 15 de gener de 2008    | Kitt Peak            | Spacewatch           |
| 404165 | 2013 CP75              | 23 de gener de 2006    | Kitt Peak            | Spacewatch           |
| 404166 | 2013 CQ75              | 17 de setembre de 2003 | Kitt Peak            | Spacewatch           |
| 404167 | 2013 CX75              | 5 de març de 2006      | Kitt Peak            | Spacewatch           |
| 404168 | 2013 CF77              | 22 de febrer de 2006   | Mount Lemmon         | Mt. Lemmon Survey    |
| 404169 | 2013 CF79              | 11 de gener de 2000    | Kitt Peak            | Spacewatch           |
| 404170 | 2013 CZ79              | 9 de febrer de 1999    | Kitt Peak            | Spacewatch           |
| 404171 | 2013 CV81              | 1 de novembre de 2008  | Mount Lemmon         | Mt. Lemmon Survey    |
| 404172 | 2013 CH83              | 24 d'abril de 2009     | Kitt Peak            | Spacewatch           |
| 404173 | 2013 CF84              | 16 de gener de 2005    | Kitt Peak            | Spacewatch           |
| 404174 | 2013 CA86              | 25 d'octubre de 2008   | Kitt Peak            | Spacewatch           |
| 404175 | 2013 CL86              | 24 de març de 2006     | Kitt Peak            | Spacewatch           |
| 404176 | 2013 CO87              | 18 de març de 2010     | Kitt Peak            | Spacewatch           |
| 404177 | 2013 CO88              | 27 d'agost de 2006     | Anderson Mesa        | LONEOS               |
| 404178 | 2013 CC90              | 16 de gener de 2004    | Catalina             | CSS                  |
| 404179 | 2013 CM93              | 29 de desembre de 2005 | Kitt Peak            | Spacewatch           |
| 404180 | 2013 CG98              | 24 de febrer de 2009   | Kitt Peak            | Spacewatch           |
| 404181 | 2013 CL100             | 8 de gener de 2013     | Mount Lemmon         | Mt. Lemmon Survey    |
| 404182 | 2013 CZ101             | 3 de març de 2005      | Kitt Peak            | Spacewatch           |
| 404183 | 2013 CO103             | 29 d'abril de 2003     | Socorro              | LINEAR               |
| 404184 | 2013 CU106             | 11 de juliol de 2004   | Socorro              | LINEAR               |
| 404185 | 2013 CY110             | 28 de setembre de 2011 | Mount Lemmon         | Mt. Lemmon Survey    |
| 404186 | 2013 CK111             | 7 d'octubre de 2004    | Kitt Peak            | Spacewatch           |
| 404187 | 2013 CC112             | 7 de febrer de 2006    | Mount Lemmon         | Mt. Lemmon Survey    |
| 404188 | 2013 CD113             | 30 de gener de 2006    | Kitt Peak            | Spacewatch           |
| 404189 | 2013 CE113             | 6 de febrer de 2002    | Socorro              | LINEAR               |
| 404190 | 2013 CB118             | 9 d'abril de 2006      | Kitt Peak            | Spacewatch           |
| 404191 | 2013 CC118             | 8 d'abril de 2006      | Kitt Peak            | Spacewatch           |
| 404192 | 2013 CK120             | 28 d'octubre de 2011   | Mount Lemmon         | Mt. Lemmon Survey    |
| 404193 | 2013 CY122             | 1 de gener de 2009     | Kitt Peak            | Spacewatch           |
| 404194 | 2013 CH123             | 26 d'octubre de 2008   | Kitt Peak            | Spacewatch           |
| 404195 | 2013 CH125             | 24 d'octubre de 2011   | Mount Lemmon         | Mt. Lemmon Survey    |
| 404196 | 2013 CC126             | 30 de novembre de 2008 | Kitt Peak            | Spacewatch           |
| 404197 | 2013 CW130             | 17 de gener de 2005    | Kitt Peak            | Spacewatch           |
| 404198 | 2013 CL132             | 19 de gener de 2004    | Kitt Peak            | Spacewatch           |
| 404199 | 2013 CG133             | 1 de gener de 2008     | Kitt Peak            | Spacewatch           |
| 404200 | 2013 CH133             | 16 de març de 2002     | Kitt Peak            | Spacewatch           |

## 404201-404300
| Nom    | Designació provisional | Data de descobriment   | Lloc de descobriment | Descobridor/s     |
| ------ | ---------------------- | ---------------------- | -------------------- | ----------------- |
| 404201 | 2013 CV136             | 26 de febrer de 2009   | Kitt Peak            | Spacewatch        |
| 404202 | 2013 CM138             | 23 de setembre de 2011 | Kitt Peak            | Spacewatch        |
| 404203 | 2013 CS144             | 6 d'abril de 1994      | Kitt Peak            | Spacewatch        |
| 404204 | 2013 CK152             | 11 de maig de 2010     | Mount Lemmon         | Mt. Lemmon Survey |
| 404205 | 2013 CS156             | 21 de febrer de 2009   | Kitt Peak            | Spacewatch        |
| 404206 | 2013 CH159             | 18 de febrer de 2010   | Mount Lemmon         | Mt. Lemmon Survey |
| 404207 | 2013 CB160             | 16 de setembre de 2003 | Kitt Peak            | Spacewatch        |
| 404208 | 2013 CL162             | 20 de febrer de 2009   | Kitt Peak            | Spacewatch        |
| 404209 | 2013 CQ162             | 28 de gener de 2006    | Mount Lemmon         | Mt. Lemmon Survey |
| 404210 | 2013 CU163             | 13 de març de 2005     | Mount Lemmon         | Mt. Lemmon Survey |
| 404211 | 2013 CE166             | 2 de desembre de 2008  | Mount Lemmon         | Mt. Lemmon Survey |
| 404212 | 2013 CM169             | 28 de gener de 2006    | Kitt Peak            | Spacewatch        |
| 404213 | 2013 CR169             | 11 d'abril de 2010     | Mount Lemmon         | Mt. Lemmon Survey |
| 404214 | 2013 CX170             | 14 de març de 2000     | Kitt Peak            | Spacewatch        |
| 404215 | 2013 CM172             | 3 de març de 2006      | Kitt Peak            | Spacewatch        |
| 404216 | 2013 CT174             | 29 de setembre de 2008 | Mount Lemmon         | Mt. Lemmon Survey |
| 404217 | 2013 CC181             | 14 de desembre de 2001 | Socorro              | LINEAR            |
| 404218 | 2013 CT183             | 15 de febrer de 2009   | Catalina             | CSS               |
| 404219 | 2013 CR184             | 10 de juny de 2010     | WISE                 | WISE              |
| 404220 | 2013 CG187             | 12 de març de 2005     | Socorro              | LINEAR            |
| 404221 | 2013 CZ187             | 1 d'octubre de 2005    | Kitt Peak            | Spacewatch        |
| 404222 | 2013 CJ200             | 30 de desembre de 2005 | Kitt Peak            | Spacewatch        |
| 404223 | 2013 CY203             | 10 de maig de 2003     | Kitt Peak            | Spacewatch        |
| 404224 | 2013 CX206             | 21 de setembre de 2011 | Catalina             | CSS               |
| 404225 | 2013 CS208             | 1 de gener de 2009     | Kitt Peak            | Spacewatch        |
| 404226 | 2013 CM222             | 19 d'abril de 2009     | Mount Lemmon         | Mt. Lemmon Survey |
| 404227 | 2013 DB5               | 23 de març de 2006     | Catalina             | CSS               |
| 404228 | 2013 DF6               | 12 d'octubre de 2007   | Mount Lemmon         | Mt. Lemmon Survey |
| 404229 | 2013 DM7               | 26 de gener de 2009    | Mount Lemmon         | Mt. Lemmon Survey |
| 404230 | 2013 EF2               | 25 de desembre de 2005 | Mount Lemmon         | Mt. Lemmon Survey |
| 404231 | 2013 EF3               | 25 de gener de 2009    | Kitt Peak            | Spacewatch        |
| 404232 | 2013 EZ3               | 18 de desembre de 2001 | Kitt Peak            | Spacewatch        |
| 404233 | 2013 EM4               | 20 de febrer de 2009   | Catalina             | CSS               |
| 404234 | 2013 EF5               | 13 d'agost de 2010     | Kitt Peak            | Spacewatch        |
| 404235 | 2013 EH5               | 28 de febrer de 2009   | Mount Lemmon         | Mt. Lemmon Survey |
| 404236 | 2013 EH6               | 13 de setembre de 2007 | Kitt Peak            | Spacewatch        |
| 404237 | 2013 EF7               | 21 de setembre de 2003 | Kitt Peak            | Spacewatch        |
| 404238 | 2013 EK7               | 23 d'agost de 2007     | Kitt Peak            | Spacewatch        |
| 404239 | 2013 EV7               | 24 d'abril de 2006     | Kitt Peak            | Spacewatch        |
| 404240 | 2013 EK9               | 18 d'agost de 2009     | Kitt Peak            | Spacewatch        |
| 404241 | 2013 ER9               | 3 de juny de 2005      | Kitt Peak            | Spacewatch        |
| 404242 | 2013 ES10              | 2 de febrer de 2000    | Socorro              | LINEAR            |
| 404243 | 2013 EA11              | 11 de setembre de 2007 | Catalina             | CSS               |
| 404244 | 2013 EY11              | 22 de desembre de 2008 | Kitt Peak            | Spacewatch        |
| 404245 | 2013 EA15              | 29 d'octubre de 2008   | Kitt Peak            | Spacewatch        |
| 404246 | 2013 ES17              | 10 de gener de 2008    | Mount Lemmon         | Mt. Lemmon Survey |
| 404247 | 2013 ET28              | 20 d'octubre de 2006   | Mount Lemmon         | Mt. Lemmon Survey |
| 404248 | 2013 EW29              | 5 d'abril de 2000      | Socorro              | LINEAR            |
| 404249 | 2013 EZ29              | 1 de març de 2009      | Kitt Peak            | Spacewatch        |
| 404250 | 2013 EK30              | 7 de setembre de 2004  | Kitt Peak            | Spacewatch        |
| 404251 | 2013 EO31              | 8 de maig de 2005      | Mount Lemmon         | Mt. Lemmon Survey |
| 404252 | 2013 EX31              | 27 de novembre de 2006 | Kitt Peak            | Spacewatch        |
| 404253 | 2013 EY31              | 11 de maig de 2005     | Catalina             | CSS               |
| 404254 | 2013 EF33              | 11 de setembre de 2010 | Mount Lemmon         | Mt. Lemmon Survey |
| 404255 | 2013 EV33              | 18 de setembre de 2003 | Kitt Peak            | Spacewatch        |
| 404256 | 2013 EY33              | 18 d'octubre de 2003   | Kitt Peak            | Spacewatch        |
| 404257 | 2013 EQ34              | 24 de març de 2001     | Kitt Peak            | Spacewatch        |
| 404258 | 2013 ER34              | 5 d'abril de 2000      | Socorro              | LINEAR            |
| 404259 | 2013 EO37              | 11 d'abril de 2003     | Kitt Peak            | Spacewatch        |
| 404260 | 2013 ES38              | 10 de gener de 2007    | Mount Lemmon         | Mt. Lemmon Survey |
| 404261 | 2013 EL44              | 18 d'octubre de 1995   | Kitt Peak            | Spacewatch        |
| 404262 | 2013 EP45              | 3 de març de 2005      | Kitt Peak            | Spacewatch        |
| 404263 | 2013 EC46              | 30 d'agost de 2005     | Kitt Peak            | Spacewatch        |
| 404264 | 2013 EV50              | 7 de setembre de 2004  | Kitt Peak            | Spacewatch        |
| 404265 | 2013 EL67              | 10 de maig de 2005     | Kitt Peak            | Spacewatch        |
| 404266 | 2013 EY68              | 27 de març de 2008     | Kitt Peak            | Spacewatch        |
| 404267 | 2013 EG74              | 2 de novembre de 2007  | Kitt Peak            | Spacewatch        |
| 404268 | 2013 EJ79              | 18 de març de 2004     | Kitt Peak            | Spacewatch        |
| 404269 | 2013 EY80              | 24 de desembre de 2005 | Kitt Peak            | Spacewatch        |
| 404270 | 2013 EP82              | 21 de març de 2009     | Catalina             | CSS               |
| 404271 | 2013 EQ83              | 5 d'abril de 2000      | Kitt Peak            | Spacewatch        |
| 404272 | 2013 ES84              | 25 d'abril de 2006     | Mount Lemmon         | Mt. Lemmon Survey |
| 404273 | 2013 EX85              | 27 de desembre de 2011 | Mount Lemmon         | Mt. Lemmon Survey |
| 404274 | 2013 EA87              | 27 d'abril de 2009     | Mount Lemmon         | Mt. Lemmon Survey |
| 404275 | 2013 EV87              | 17 de gener de 2007    | Kitt Peak            | Spacewatch        |
| 404276 | 2013 EE88              | 24 de novembre de 2011 | Mount Lemmon         | Mt. Lemmon Survey |
| 404277 | 2013 EH88              | 2 d'abril de 2006      | Catalina             | CSS               |
| 404278 | 2013 ET88              | 19 de juny de 2010     | Mount Lemmon         | Mt. Lemmon Survey |
| 404279 | 2013 EN90              | 20 d'octubre de 2011   | Mount Lemmon         | Mt. Lemmon Survey |
| 404280 | 2013 EL91              | 5 de desembre de 2008  | Kitt Peak            | Spacewatch        |
| 404281 | 2013 EQ91              | 23 de maig de 2006     | Kitt Peak            | Spacewatch        |
| 404282 | 2013 EH92              | 25 de febrer de 2006   | Kitt Peak            | Spacewatch        |
| 404283 | 2013 EQ97              | 22 de febrer de 2004   | Kitt Peak            | Spacewatch        |
| 404284 | 2013 EX97              | 15 d'abril de 2001     | Kitt Peak            | Spacewatch        |
| 404285 | 2013 EZ101             | 12 d'abril de 2008     | Mount Lemmon         | Mt. Lemmon Survey |
| 404286 | 2013 EL102             | 18 de març de 2004     | Kitt Peak            | Spacewatch        |
| 404287 | 2013 EC103             | 27 de desembre de 2011 | Kitt Peak            | Spacewatch        |
| 404288 | 2013 EM105             | 29 d'abril de 2006     | Kitt Peak            | Spacewatch        |
| 404289 | 2013 EN106             | 3 d'octubre de 2006    | Mount Lemmon         | Mt. Lemmon Survey |
| 404290 | 2013 EY106             | 7 de maig de 2005      | Kitt Peak            | Spacewatch        |
| 404291 | 2013 ED107             | 18 de novembre de 2007 | Mount Lemmon         | Mt. Lemmon Survey |
| 404292 | 2013 EO107             | 3 de maig de 1997      | Kitt Peak            | Spacewatch        |
| 404293 | 2013 EM108             | 13 de desembre de 2006 | Kitt Peak            | Spacewatch        |
| 404294 | 2013 EH109             | 12 de desembre de 2006 | Kitt Peak            | Spacewatch        |
| 404295 | 2013 EL109             | 20 de setembre de 1998 | Kitt Peak            | Spacewatch        |
| 404296 | 2013 EC110             | 28 d'abril de 2004     | Kitt Peak            | Spacewatch        |
| 404297 | 2013 EQ111             | 22 d'octubre de 2006   | Kitt Peak            | Spacewatch        |
| 404298 | 2013 EP113             | 15 de febrer de 2004   | Socorro              | LINEAR            |
| 404299 | 2013 ET113             | 7 de novembre de 2007  | Kitt Peak            | Spacewatch        |
| 404300 | 2013 EV113             | 1 de gener de 2009     | Kitt Peak            | Spacewatch        |

## 404301-404400
| Nom    | Designació provisional | Data de descobriment   | Lloc de descobriment | Descobridor/s        |
| ------ | ---------------------- | ---------------------- | -------------------- | -------------------- |
| 404301 | 2013 EE115             | 24 de febrer de 2006   | Mount Lemmon         | Mt. Lemmon Survey    |
| 404302 | 2013 EZ115             | 26 d'abril de 2000     | Kitt Peak            | Spacewatch           |
| 404303 | 2013 EH119             | 7 d'octubre de 1999    | Kitt Peak            | Spacewatch           |
| 404304 | 2013 EF120             | 9 de febrer de 2008    | Mount Lemmon         | Mt. Lemmon Survey    |
| 404305 | 2013 EV120             | 7 d'octubre de 2004    | Kitt Peak            | Spacewatch           |
| 404306 | 2013 EC121             | 21 de desembre de 2008 | Kitt Peak            | Spacewatch           |
| 404307 | 2013 EJ121             | 21 d'octubre de 2006   | Mount Lemmon         | Mt. Lemmon Survey    |
| 404308 | 2013 EV122             | 3 de setembre de 1999  | Kitt Peak            | Spacewatch           |
| 404309 | 2013 EJ123             | 25 d'abril de 2003     | Kitt Peak            | Spacewatch           |
| 404310 | 2013 EY124             | 27 d'octubre de 2005   | Mount Lemmon         | Mt. Lemmon Survey    |
| 404311 | 2013 EQ126             | 14 de maig de 2004     | Kitt Peak            | Spacewatch           |
| 404312 | 2013 EN127             | 3 de febrer de 2009    | Kitt Peak            | Spacewatch           |
| 404313 | 2013 EQ127             | 28 de setembre de 2006 | Kitt Peak            | Spacewatch           |
| 404314 | 2013 ET127             | 27 de febrer de 2009   | Siding Spring        | Siding Spring Survey |
| 404315 | 2013 EG134             | 17 de novembre de 2006 | Mount Lemmon         | Mt. Lemmon Survey    |
| 404316 | 2013 FA2               | 9 de maig de 2004      | Kitt Peak            | Spacewatch           |
| 404317 | 2013 FU2               | 2 de febrer de 2009    | Mount Lemmon         | Mt. Lemmon Survey    |
| 404318 | 2013 FH4               | 4 de novembre de 2007  | Kitt Peak            | Spacewatch           |
| 404319 | 2013 FP5               | 25 d'abril de 2006     | Kitt Peak            | Spacewatch           |
| 404320 | 2013 FH7               | 30 de setembre de 2010 | Mount Lemmon         | Mt. Lemmon Survey    |
| 404321 | 2013 FT9               | 20 de gener de 2009    | Catalina             | CSS                  |
| 404322 | 2013 FN10              | 19 de maig de 2006     | Mount Lemmon         | Mt. Lemmon Survey    |
| 404323 | 2013 FY11              | 21 de març de 2004     | Kitt Peak            | Spacewatch           |
| 404324 | 2013 FH12              | 31 de desembre de 2008 | Mount Lemmon         | Mt. Lemmon Survey    |
| 404325 | 2013 FR12              | 10 de març de 2005     | Anderson Mesa        | LONEOS               |
| 404326 | 2013 FA13              | 20 d'abril de 2009     | Catalina             | CSS                  |
| 404327 | 2013 FY14              | 16 d'abril de 2005     | Catalina             | CSS                  |
| 404328 | 2013 FZ16              | 30 d'abril de 2006     | Kitt Peak            | Spacewatch           |
| 404329 | 2013 FD17              | 17 de gener de 2009    | Kitt Peak            | Spacewatch           |
| 404330 | 2013 FP17              | 6 d'abril de 2008      | Kitt Peak            | Spacewatch           |
| 404331 | 2013 FY18              | 10 d'octubre de 2007   | Mount Lemmon         | Mt. Lemmon Survey    |
| 404332 | 2013 FA19              | 2 d'octubre de 2006    | Mount Lemmon         | Mt. Lemmon Survey    |
| 404333 | 2013 FD20              | 1 de juny de 2003      | Kitt Peak            | Spacewatch           |
| 404334 | 2013 FR20              | 13 de setembre de 2005 | Kitt Peak            | Spacewatch           |
| 404335 | 2013 FT20              | 18 de setembre de 2010 | Mount Lemmon         | Mt. Lemmon Survey    |
| 404336 | 2013 FW20              | 24 de març de 2006     | Mount Lemmon         | Mt. Lemmon Survey    |
| 404337 | 2013 FX20              | 14 de novembre de 2006 | Kitt Peak            | Spacewatch           |
| 404338 | 2013 FZ20              | 17 d'abril de 2005     | Kitt Peak            | Spacewatch           |
| 404339 | 2013 FB21              | 28 de febrer de 2008   | Mount Lemmon         | Mt. Lemmon Survey    |
| 404340 | 2013 FN21              | 22 de setembre de 2001 | Kitt Peak            | Spacewatch           |
| 404341 | 2013 FW22              | 23 de gener de 2006    | Kitt Peak            | Spacewatch           |
| 404342 | 2013 FO23              | 27 d'agost de 2009     | Kitt Peak            | Spacewatch           |
| 404343 | 2013 FN24              | 12 d'abril de 2002     | Kitt Peak            | Spacewatch           |
| 404344 | 2013 FP24              | 12 de març de 2013     | Kitt Peak            | Spacewatch           |
| 404345 | 2013 FT26              | 10 de desembre de 2006 | Kitt Peak            | Spacewatch           |
| 404346 | 2013 GW1               | 13 d'octubre de 2006   | Kitt Peak            | Spacewatch           |
| 404347 | 2013 GV3               | 19 de març de 2004     | Kitt Peak            | Spacewatch           |
| 404348 | 2013 GK4               | 23 de març de 2003     | Kitt Peak            | Spacewatch           |
| 404349 | 2013 GW6               | 6 de març de 1999      | Kitt Peak            | Spacewatch           |
| 404350 | 2013 GO7               | 24 de setembre de 2000 | Anderson Mesa        | LONEOS               |
| 404351 | 2013 GH9               | 17 de març de 2004     | Kitt Peak            | Spacewatch           |
| 404352 | 2013 GR10              | 29 de setembre de 2005 | Mount Lemmon         | Mt. Lemmon Survey    |
| 404353 | 2013 GL11              | 3 de desembre de 2004  | Kitt Peak            | Spacewatch           |
| 404354 | 2013 GV11              | 19 de gener de 2005    | Kitt Peak            | Spacewatch           |
| 404355 | 2013 GH12              | 26 de març de 2006     | Kitt Peak            | Spacewatch           |
| 404356 | 2013 GP14              | 1 de maig de 2009      | Kitt Peak            | Spacewatch           |
| 404357 | 2013 GT15              | 17 de gener de 2005    | Kitt Peak            | Spacewatch           |
| 404358 | 2013 GS17              | 9 de febrer de 2007    | Kitt Peak            | Spacewatch           |
| 404359 | 2013 GP19              | 10 de setembre de 2007 | Mount Lemmon         | Mt. Lemmon Survey    |
| 404360 | 2013 GL20              | 4 de setembre de 2007  | Catalina             | CSS                  |
| 404361 | 2013 GP20              | 1 de febrer de 2006    | Mount Lemmon         | Mt. Lemmon Survey    |
| 404362 | 2013 GT20              | 2 de febrer de 2008    | Kitt Peak            | Spacewatch           |
| 404363 | 2013 GW20              | 13 de febrer de 2004   | Kitt Peak            | Spacewatch           |
| 404364 | 2013 GX20              | 13 de febrer de 2008   | Kitt Peak            | Spacewatch           |
| 404365 | 2013 GJ21              | 23 d'octubre de 2006   | Kitt Peak            | Spacewatch           |
| 404366 | 2013 GA22              | 25 de febrer de 2007   | Kitt Peak            | Spacewatch           |
| 404367 | 2013 GN22              | 13 d'octubre de 1998   | Kitt Peak            | Spacewatch           |
| 404368 | 2013 GM25              | 28 de setembre de 1997 | Kitt Peak            | Spacewatch           |
| 404369 | 2013 GC26              | 10 de febrer de 2002   | Socorro              | LINEAR               |
| 404370 | 2013 GD26              | 5 de setembre de 2010  | Mount Lemmon         | Mt. Lemmon Survey    |
| 404371 | 2013 GF26              | 31 de març de 2009     | Mount Lemmon         | Mt. Lemmon Survey    |
| 404372 | 2013 GO26              | 18 d'abril de 2009     | Mount Lemmon         | Mt. Lemmon Survey    |
| 404373 | 2013 GL27              | 31 de juliol de 2005   | Palomar              | NEAT                 |
| 404374 | 2013 GF29              | 15 d'abril de 2005     | Catalina             | CSS                  |
| 404375 | 2013 GR29              | 25 de novembre de 2000 | Kitt Peak            | Spacewatch           |
| 404376 | 2013 GC31              | 10 de març de 2005     | Mount Lemmon         | Mt. Lemmon Survey    |
| 404377 | 2013 GV31              | 11 de març de 2005     | Mount Lemmon         | Mt. Lemmon Survey    |
| 404378 | 2013 GM32              | 22 d'octubre de 2006   | Kitt Peak            | Spacewatch           |
| 404379 | 2013 GB33              | 16 de setembre de 2009 | Kitt Peak            | Spacewatch           |
| 404380 | 2013 GH36              | 17 de març de 2009     | Kitt Peak            | Spacewatch           |
| 404381 | 2013 GG38              | 3 de maig de 2006      | Mount Lemmon         | Mt. Lemmon Survey    |
| 404382 | 2013 GK39              | 17 de novembre de 2006 | Mount Lemmon         | Mt. Lemmon Survey    |
| 404383 | 2013 GL39              | 24 de gener de 2004    | Socorro              | LINEAR               |
| 404384 | 2013 GP39              | 17 de març de 2004     | Kitt Peak            | Spacewatch           |
| 404385 | 2013 GB43              | 21 de setembre de 2011 | Kitt Peak            | Spacewatch           |
| 404386 | 2013 GF43              | 19 de març de 2009     | Mount Lemmon         | Mt. Lemmon Survey    |
| 404387 | 2013 GN43              | 24 d'octubre de 2005   | Kitt Peak            | Spacewatch           |
| 404388 | 2013 GE44              | 22 de novembre de 2006 | Kitt Peak            | Spacewatch           |
| 404389 | 2013 GX44              | 7 de novembre de 2007  | Kitt Peak            | Spacewatch           |
| 404390 | 2013 GQ45              | 31 de gener de 2009    | Kitt Peak            | Spacewatch           |
| 404391 | 2013 GC46              | 14 de gener de 2008    | Kitt Peak            | Spacewatch           |
| 404392 | 2013 GR47              | 9 de febrer de 2008    | Kitt Peak            | Spacewatch           |
| 404393 | 2013 GY47              | 22 d'octubre de 2006   | Kitt Peak            | Spacewatch           |
| 404394 | 2013 GW48              | 17 de desembre de 2007 | Mount Lemmon         | Mt. Lemmon Survey    |
| 404395 | 2013 GB49              | 1 d'octubre de 2005    | Kitt Peak            | Spacewatch           |
| 404396 | 2013 GH52              | 3 de gener de 2012     | Kitt Peak            | Spacewatch           |
| 404397 | 2013 GV52              | 10 de novembre de 2010 | Mount Lemmon         | Mt. Lemmon Survey    |
| 404398 | 2013 GW53              | 9 de febrer de 2008    | Kitt Peak            | Spacewatch           |
| 404399 | 2013 GF54              | 28 d'agost de 2005     | Kitt Peak            | Spacewatch           |
| 404400 | 2013 GD56              | 27 de setembre de 2009 | Mount Lemmon         | Mt. Lemmon Survey    |

## 404401-404500
| Nom    | Designació provisional | Data de descobriment   | Lloc de descobriment | Descobridor/s        |
| ------ | ---------------------- | ---------------------- | -------------------- | -------------------- |
| 404401 | 2013 GO56              | 9 de febrer de 2008    | Mount Lemmon         | Mt. Lemmon Survey    |
| 404402 | 2013 GW56              | 16 de setembre de 2001 | Socorro              | LINEAR               |
| 404403 | 2013 GW57              | 26 de març de 2004     | Kitt Peak            | Spacewatch           |
| 404404 | 2013 GS58              | 9 d'octubre de 2004    | Kitt Peak            | Spacewatch           |
| 404405 | 2013 GR59              | 17 d'octubre de 1995   | Kitt Peak            | Spacewatch           |
| 404406 | 2013 GV59              | 3 de maig de 2005      | Kitt Peak            | Spacewatch           |
| 404407 | 2013 GR60              | 20 d'octubre de 2007   | Mount Lemmon         | Mt. Lemmon Survey    |
| 404408 | 2013 GZ60              | 7 de març de 2013      | Kitt Peak            | Spacewatch           |
| 404409 | 2013 GW61              | 13 de gener de 2008    | Kitt Peak            | Spacewatch           |
| 404410 | 2013 GD62              | 13 de novembre de 2007 | Kitt Peak            | Spacewatch           |
| 404411 | 2013 GG65              | 10 de setembre de 2004 | Kitt Peak            | Spacewatch           |
| 404412 | 2013 GN67              | 15 de gener de 2005    | Kitt Peak            | Spacewatch           |
| 404413 | 2013 GV70              | 4 de maig de 2008      | Kitt Peak            | Spacewatch           |
| 404414 | 2013 GL71              | 20 d'abril de 2004     | Socorro              | LINEAR               |
| 404415 | 2013 GQ72              | 7 d'octubre de 2004    | Kitt Peak            | Spacewatch           |
| 404416 | 2013 GR73              | 22 de desembre de 2005 | Kitt Peak            | Spacewatch           |
| 404417 | 2013 GG75              | 29 de febrer de 2008   | Mount Lemmon         | Mt. Lemmon Survey    |
| 404418 | 2013 GA77              | 16 de setembre de 2004 | Kitt Peak            | Spacewatch           |
| 404419 | 2013 GF79              | 15 de març de 2007     | Mount Lemmon         | Mt. Lemmon Survey    |
| 404420 | 2013 GP81              | 30 de gener de 2012    | Kitt Peak            | Spacewatch           |
| 404421 | 2013 GT82              | 4 de març de 2008      | Mount Lemmon         | Mt. Lemmon Survey    |
| 404422 | 2013 GG86              | 25 de desembre de 2005 | Mount Lemmon         | Mt. Lemmon Survey    |
| 404423 | 2013 GP88              | 19 de maig de 2005     | Mount Lemmon         | Mt. Lemmon Survey    |
| 404424 | 2013 GF89              | 20 de maig de 2005     | Mount Lemmon         | Mt. Lemmon Survey    |
| 404425 | 2013 GH90              | 3 d'octubre de 2006    | Mount Lemmon         | Mt. Lemmon Survey    |
| 404426 | 2013 GN91              | 8 d'agost de 2004      | Socorro              | LINEAR               |
| 404427 | 2013 GE92              | 5 de març de 2000      | Socorro              | LINEAR               |
| 404428 | 2013 GX92              | 28 de maig de 2010     | WISE                 | WISE                 |
| 404429 | 2013 GW93              | 8 de febrer de 2008    | Mount Lemmon         | Mt. Lemmon Survey    |
| 404430 | 2013 GZ93              | 10 de novembre de 2010 | Mount Lemmon         | Mt. Lemmon Survey    |
| 404431 | 2013 GA94              | 16 de març de 2004     | Kitt Peak            | Spacewatch           |
| 404432 | 2013 GX94              | 13 d'octubre de 2006   | Kitt Peak            | Spacewatch           |
| 404433 | 2013 GX95              | 10 de gener de 2007    | Kitt Peak            | Spacewatch           |
| 404434 | 2013 GA96              | 18 de desembre de 2004 | Mount Lemmon         | Mt. Lemmon Survey    |
| 404435 | 2013 GV96              | 10 de novembre de 2010 | Mount Lemmon         | Mt. Lemmon Survey    |
| 404436 | 2013 GQ97              | 20 de març de 1996     | Kitt Peak            | Spacewatch           |
| 404437 | 2013 GJ98              | 13 de setembre de 2007 | Mount Lemmon         | Mt. Lemmon Survey    |
| 404438 | 2013 GM98              | 27 de gener de 2007    | Mount Lemmon         | Mt. Lemmon Survey    |
| 404439 | 2013 GS98              | 8 d'octubre de 2007    | Mount Lemmon         | Mt. Lemmon Survey    |
| 404440 | 2013 GZ98              | 29 d'octubre de 2010   | Catalina             | CSS                  |
| 404441 | 2013 GF101             | 24 d'octubre de 2005   | Kitt Peak            | Spacewatch           |
| 404442 | 2013 GT101             | 17 de novembre de 2004 | Siding Spring        | Siding Spring Survey |
| 404443 | 2013 GL102             | 15 de maig de 2009     | Kitt Peak            | Spacewatch           |
| 404444 | 2013 GR102             | 13 d'agost de 2010     | Kitt Peak            | Spacewatch           |
| 404445 | 2013 GU102             | 16 d'abril de 2005     | Kitt Peak            | Spacewatch           |
| 404446 | 2013 GC103             | 18 de juny de 1998     | Kitt Peak            | Spacewatch           |
| 404447 | 2013 GL103             | 30 de setembre de 2011 | Kitt Peak            | Spacewatch           |
| 404448 | 2013 GD104             | 20 de desembre de 2007 | Mount Lemmon         | Mt. Lemmon Survey    |
| 404449 | 2013 GD105             | 1 de febrer de 2005    | Catalina             | CSS                  |
| 404450 | 2013 GK107             | 12 de setembre de 2007 | Mount Lemmon         | Mt. Lemmon Survey    |
| 404451 | 2013 GN107             | 19 de febrer de 2009   | Mount Lemmon         | Mt. Lemmon Survey    |
| 404452 | 2013 GM110             | 11 de maig de 2002     | Socorro              | LINEAR               |
| 404453 | 2013 GN110             | 11 de març de 2005     | Kitt Peak            | Spacewatch           |
| 404454 | 2013 GS110             | 1 de desembre de 2010  | Mount Lemmon         | Mt. Lemmon Survey    |
| 404455 | 2013 GB111             | 16 de maig de 2005     | Mount Lemmon         | Mt. Lemmon Survey    |
| 404456 | 2013 GA113             | 2 d'abril de 2005      | Kitt Peak            | Spacewatch           |
| 404457 | 2013 GV114             | 30 de gener de 2009    | Mount Lemmon         | Mt. Lemmon Survey    |
| 404458 | 2013 GB116             | 7 de novembre de 2010  | Mount Lemmon         | Mt. Lemmon Survey    |
| 404459 | 2013 GL117             | 16 de març de 2004     | Kitt Peak            | Spacewatch           |
| 404460 | 2013 GN117             | 7 d'abril de 2008      | Kitt Peak            | Spacewatch           |
| 404461 | 2013 GR120             | 13 d'abril de 2004     | Kitt Peak            | Spacewatch           |
| 404462 | 2013 GZ120             | 4 de novembre de 2007  | Mount Lemmon         | Mt. Lemmon Survey    |
| 404463 | 2013 GD121             | 25 de setembre de 2006 | Kitt Peak            | Spacewatch           |
| 404464 | 2013 GG123             | 13 de novembre de 2010 | Kitt Peak            | Spacewatch           |
| 404465 | 2013 GK123             | 11 de setembre de 2007 | Mount Lemmon         | Mt. Lemmon Survey    |
| 404466 | 2013 GJ124             | 17 d'octubre de 2010   | Mount Lemmon         | Mt. Lemmon Survey    |
| 404467 | 2013 GQ124             | 9 de febrer de 2008    | Kitt Peak            | Spacewatch           |
| 404468 | 2013 GH126             | 7 d'octubre de 2004    | Kitt Peak            | Spacewatch           |
| 404469 | 2013 GR126             | 11 d'octubre de 1996   | Kitt Peak            | Spacewatch           |
| 404470 | 2013 GU128             | 2 d'abril de 2009      | Mount Lemmon         | Mt. Lemmon Survey    |
| 404471 | 2013 GB131             | 23 de novembre de 2008 | Kitt Peak            | Spacewatch           |
| 404472 | 2013 GZ134             | 25 de gener de 2006    | Kitt Peak            | Spacewatch           |
| 404473 | 2013 GH135             | 19 de novembre de 2006 | Kitt Peak            | Spacewatch           |
| 404474 | 2013 GT135             | 13 de maig de 2004     | Kitt Peak            | Spacewatch           |
| 404475 | 2013 GD136             | 2 de novembre de 2010  | Kitt Peak            | Spacewatch           |
| 404476 | 2013 GG136             | 31 de març de 2004     | Kitt Peak            | Spacewatch           |
| 404477 | 2013 GL136             | 25 de novembre de 2005 | Kitt Peak            | Spacewatch           |
| 404478 | 2013 HG2               | 10 de març de 2007     | Kitt Peak            | Spacewatch           |
| 404479 | 2013 HL4               | 8 de juny de 1997      | Kitt Peak            | Spacewatch           |
| 404480 | 2013 HB5               | 14 de maig de 2004     | Socorro              | LINEAR               |
| 404481 | 2013 HW8               | 19 de gener de 2008    | Mount Lemmon         | Mt. Lemmon Survey    |
| 404482 | 2013 HH9               | 2 de febrer de 2009    | Kitt Peak            | Spacewatch           |
| 404483 | 2013 HX12              | 3 de febrer de 2008    | Kitt Peak            | Spacewatch           |
| 404484 | 2013 HH16              | 10 de març de 2007     | Mount Lemmon         | Mt. Lemmon Survey    |
| 404485 | 2013 HL16              | 1 de novembre de 2005  | Mount Lemmon         | Mt. Lemmon Survey    |
| 404486 | 2013 HD18              | 4 de novembre de 2007  | Mount Lemmon         | Mt. Lemmon Survey    |
| 404487 | 2013 HP18              | 23 de setembre de 2009 | Mount Lemmon         | Mt. Lemmon Survey    |
| 404488 | 2013 HK20              | 1 de gener de 2012     | Mount Lemmon         | Mt. Lemmon Survey    |
| 404489 | 2013 HF23              | 22 de febrer de 2006   | Mount Lemmon         | Mt. Lemmon Survey    |
| 404490 | 2013 HS23              | 31 de gener de 2000    | Socorro              | LINEAR               |
| 404491 | 2013 HH24              | 17 de setembre de 2006 | Kitt Peak            | Spacewatch           |
| 404492 | 2013 HL24              | 10 de febrer de 2008   | Mount Lemmon         | Mt. Lemmon Survey    |
| 404493 | 2013 HH26              | 11 de març de 2005     | Mount Lemmon         | Mt. Lemmon Survey    |
| 404494 | 2013 HK26              | 15 de març de 2005     | Mount Lemmon         | Mt. Lemmon Survey    |
| 404495 | 2013 HA28              | 17 d'octubre de 2010   | Mount Lemmon         | Mt. Lemmon Survey    |
| 404496 | 2013 HU28              | 5 de desembre de 2005  | Kitt Peak            | Spacewatch           |
| 404497 | 2013 HT29              | 16 d'octubre de 1996   | Kitt Peak            | Spacewatch           |
| 404498 | 2013 HN30              | 11 d'octubre de 2007   | Kitt Peak            | Spacewatch           |
| 404499 | 2013 HK31              | 1 de novembre de 2006  | Mount Lemmon         | Mt. Lemmon Survey    |
| 404500 | 2013 HA32              | 13 de gener de 2005    | Catalina             | CSS                  |

## 404501-404600
| Nom    | Designació provisional | Data de descobriment   | Lloc de descobriment | Descobridor/s        |
| ------ | ---------------------- | ---------------------- | -------------------- | -------------------- |
| 404501 | 2013 HD33              | 28 d'agost de 2005     | Kitt Peak            | Spacewatch           |
| 404502 | 2013 HF36              | 11 de febrer de 2008   | Kitt Peak            | Spacewatch           |
| 404503 | 2013 HG36              | 15 de desembre de 2006 | Kitt Peak            | Spacewatch           |
| 404504 | 2013 HL36              | 2 de gener de 2012     | Mount Lemmon         | Mt. Lemmon Survey    |
| 404505 | 2013 HU41              | 13 de novembre de 2010 | Mount Lemmon         | Mt. Lemmon Survey    |
| 404506 | 2013 HV41              | 2 de març de 1997      | Kitt Peak            | Spacewatch           |
| 404507 | 2013 HX41              | 15 de setembre de 2009 | Kitt Peak            | Spacewatch           |
| 404508 | 2013 HB48              | 13 de març de 2008     | Mount Lemmon         | Mt. Lemmon Survey    |
| 404509 | 2013 HF48              | 25 d'octubre de 1997   | Caussols             | ODAS                 |
| 404510 | 2013 HO50              | 19 d'agost de 2006     | Kitt Peak            | Spacewatch           |
| 404511 | 2013 HY51              | 26 d'octubre de 2005   | Kitt Peak            | Spacewatch           |
| 404512 | 2013 HJ54              | 28 d'agost de 2006     | Kitt Peak            | Spacewatch           |
| 404513 | 2013 HP54              | 27 de setembre de 2006 | Mount Lemmon         | Mt. Lemmon Survey    |
| 404514 | 2013 HY59              | 4 d'octubre de 2004    | Kitt Peak            | Spacewatch           |
| 404515 | 2013 HX60              | 28 de setembre de 1994 | Kitt Peak            | Spacewatch           |
| 404516 | 2013 HV67              | 6 de febrer de 2007    | Mount Lemmon         | Mt. Lemmon Survey    |
| 404517 | 2013 HZ68              | 15 de desembre de 2004 | Kitt Peak            | Spacewatch           |
| 404518 | 2013 HE78              | 13 de novembre de 2010 | Mount Lemmon         | Mt. Lemmon Survey    |
| 404519 | 2013 HP96              | 2 d'abril de 2005      | Mount Lemmon         | Mt. Lemmon Survey    |
| 404520 | 2013 HD97              | 24 de setembre de 2005 | Kitt Peak            | Spacewatch           |
| 404521 | 2013 HR98              | 10 de novembre de 2010 | Mount Lemmon         | Mt. Lemmon Survey    |
| 404522 | 2013 HF102             | 15 de desembre de 2004 | Kitt Peak            | Spacewatch           |
| 404523 | 2013 HA111             | 10 de setembre de 2007 | Mount Lemmon         | Mt. Lemmon Survey    |
| 404524 | 2013 HH111             | 15 de gener de 2005    | Kitt Peak            | Spacewatch           |
| 404525 | 2013 HN116             | 7 d'octubre de 2004    | Kitt Peak            | Spacewatch           |
| 404526 | 2013 HK119             | 25 de novembre de 2005 | Kitt Peak            | Spacewatch           |
| 404527 | 2013 HP121             | 3 de febrer de 2008    | Kitt Peak            | Spacewatch           |
| 404528 | 2013 HX123             | 4 de novembre de 2010  | Mount Lemmon         | Mt. Lemmon Survey    |
| 404529 | 2013 HK127             | 4 de setembre de 2010  | Kitt Peak            | Spacewatch           |
| 404530 | 2013 HM128             | 28 de gener de 2003    | Kitt Peak            | Spacewatch           |
| 404531 | 2013 HX131             | 28 de setembre de 2001 | Palomar              | NEAT                 |
| 404532 | 2013 HN135             | 14 de gener de 2008    | Kitt Peak            | Spacewatch           |
| 404533 | 2013 HB138             | 14 d'octubre de 2007   | Mount Lemmon         | Mt. Lemmon Survey    |
| 404534 | 2013 HA142             | 7 d'abril de 2008      | Mount Lemmon         | Mt. Lemmon Survey    |
| 404535 | 2013 HY142             | 16 de febrer de 2001   | Kitt Peak            | Spacewatch           |
| 404536 | 2013 JS1               | 6 de desembre de 2007  | Kitt Peak            | Spacewatch           |
| 404537 | 2013 JH7               | 19 d'octubre de 2010   | Mount Lemmon         | Mt. Lemmon Survey    |
| 404538 | 2013 JE13              | 16 d'octubre de 2009   | Catalina             | CSS                  |
| 404539 | 2013 JP18              | 7 d'octubre de 2004    | Kitt Peak            | Spacewatch           |
| 404540 | 2013 JM19              | 21 d'agost de 2004     | Siding Spring        | Siding Spring Survey |
| 404541 | 2013 JL21              | 27 de desembre de 2005 | Kitt Peak            | Spacewatch           |
| 404542 | 2013 JY22              | 12 d'octubre de 2010   | Mount Lemmon         | Mt. Lemmon Survey    |
| 404543 | 2013 JM24              | 12 de març de 2002     | Kitt Peak            | Spacewatch           |
| 404544 | 2013 JG25              | 28 de maig de 2009     | Mount Lemmon         | Mt. Lemmon Survey    |
| 404545 | 2013 JC26              | 10 de gener de 2006    | Mount Lemmon         | Mt. Lemmon Survey    |
| 404546 | 2013 JR26              | 27 de setembre de 2003 | Kitt Peak            | Spacewatch           |
| 404547 | 2013 JL30              | 8 de novembre de 1996  | Kitt Peak            | Spacewatch           |
| 404548 | 2013 JJ31              | 17 de febrer de 2007   | Kitt Peak            | Spacewatch           |
| 404549 | 2013 JP31              | 8 de febrer de 2007    | Kitt Peak            | Spacewatch           |
| 404550 | 2013 JY32              | 24 de febrer de 2006   | Mount Lemmon         | Mt. Lemmon Survey    |
| 404551 | 2013 JE35              | 27 de novembre de 2011 | Mount Lemmon         | Mt. Lemmon Survey    |
| 404552 | 2013 JX38              | 21 de novembre de 2009 | Catalina             | CSS                  |
| 404553 | 2013 JA40              | 8 de gener de 2006     | Mount Lemmon         | Mt. Lemmon Survey    |
| 404554 | 2013 JR40              | 15 d'abril de 2007     | Mount Lemmon         | Mt. Lemmon Survey    |
| 404555 | 2013 JY40              | 29 de desembre de 2005 | Kitt Peak            | Spacewatch           |
| 404556 | 2013 JC41              | 4 d'abril de 2003      | Kitt Peak            | Spacewatch           |
| 404557 | 2013 JK42              | 4 de gener de 2012     | Kitt Peak            | Spacewatch           |
| 404558 | 2013 JT42              | 15 de setembre de 2009 | Kitt Peak            | Spacewatch           |
| 404559 | 2013 JW43              | 6 de febrer de 2007    | Mount Lemmon         | Mt. Lemmon Survey    |
| 404560 | 2013 JB45              | 17 de novembre de 2006 | Kitt Peak            | Spacewatch           |
| 404561 | 2013 JL46              | 7 d'octubre de 2004    | Kitt Peak            | Spacewatch           |
| 404562 | 2013 JM47              | 3 de maig de 2008      | Kitt Peak            | Spacewatch           |
| 404563 | 2013 JO50              | 13 d'octubre de 2004   | Kitt Peak            | Spacewatch           |
| 404564 | 2013 JX50              | 11 de maig de 1996     | Kitt Peak            | Spacewatch           |
| 404565 | 2013 JK52              | 28 d'agost de 2005     | Kitt Peak            | Spacewatch           |
| 404566 | 2013 JS53              | 25 de desembre de 2005 | Kitt Peak            | Spacewatch           |
| 404567 | 2013 JB54              | 17 de juny de 2010     | WISE                 | WISE                 |
| 404568 | 2013 JD54              | 16 de febrer de 2001   | Kitt Peak            | Spacewatch           |
| 404569 | 2013 JV57              | 22 de gener de 2006    | Mount Lemmon         | Mt. Lemmon Survey    |
| 404570 | 2013 JL59              | 13 d'octubre de 2004   | Kitt Peak            | Spacewatch           |
| 404571 | 2013 JQ59              | 29 de maig de 2008     | Mount Lemmon         | Mt. Lemmon Survey    |
| 404572 | 2013 JX59              | 9 d'octubre de 2004    | Kitt Peak            | Spacewatch           |
| 404573 | 2013 JD60              | 1 de novembre de 2005  | Kitt Peak            | Spacewatch           |
| 404574 | 2013 JE62              | 3 de març de 2005      | Catalina             | CSS                  |
| 404575 | 2013 JX62              | 10 de gener de 2007    | Mount Lemmon         | Mt. Lemmon Survey    |
| 404576 | 2013 KH4               | 23 de febrer de 2007   | Kitt Peak            | Spacewatch           |
| 404577 | 2013 KU9               | 10 de novembre de 2004 | Kitt Peak            | Spacewatch           |
| 404578 | 2013 KG10              | 25 de febrer de 2007   | Mount Lemmon         | Mt. Lemmon Survey    |
| 404579 | 2013 KR10              | 26 d'abril de 2007     | Kitt Peak            | Spacewatch           |
| 404580 | 2013 KU10              | 2 de desembre de 2005  | Kitt Peak            | Spacewatch           |
| 404581 | 2013 KU11              | 31 de gener de 2006    | Kitt Peak            | Spacewatch           |
| 404582 | 2013 LW4               | 8 de desembre de 2005  | Kitt Peak            | Spacewatch           |
| 404583 | 2013 LH8               | 13 d'agost de 2010     | Kitt Peak            | Spacewatch           |
| 404584 | 2013 LG11              | 21 de gener de 2012    | Haleakala            | Pan-STARRS 1         |
| 404585 | 2013 LS18              | 16 de setembre de 2009 | Catalina             | CSS                  |
| 404586 | 2013 LZ23              | 26 de desembre de 2011 | Mount Lemmon         | Mt. Lemmon Survey    |
| 404587 | 2013 LP31              | 14 de març de 2007     | Mount Lemmon         | Mt. Lemmon Survey    |
| 404588 | 2013 LE35              | 26 de febrer de 2010   | WISE                 | WISE                 |
| 404589 | 2013 MJ                | 1 de febrer de 2000    | Kitt Peak            | Spacewatch           |
| 404590 | 2013 ML1               | 15 d'abril de 2007     | Mount Lemmon         | Mt. Lemmon Survey    |
| 404591 | 2013 MM1               | 27 de desembre de 2005 | Kitt Peak            | Spacewatch           |
| 404592 | 2013 MT2               | 26 de febrer de 2007   | Mount Lemmon         | Mt. Lemmon Survey    |
| 404593 | 2013 MU9               | 19 d'abril de 2007     | Kitt Peak            | Spacewatch           |
| 404594 | 2013 NT20              | 14 de desembre de 1993 | Kitt Peak            | Spacewatch           |
| 404595 | 2013 PT45              | 3 de novembre de 2000  | Kitt Peak            | Spacewatch           |
| 404596 | 2013 QK26              | 15 de novembre de 1998 | Kitt Peak            | Spacewatch           |
| 404597 | 2013 SW27              | 29 de gener de 2000    | Kitt Peak            | Spacewatch           |
| 404598 | 2013 VF10              | 1 d'abril de 2008      | Kitt Peak            | Spacewatch           |
| 404599 | 2013 WN7               | 2 de novembre de 2000  | Kitt Peak            | Spacewatch           |
| 404600 | 2013 WD27              | 12 d'octubre de 1998   | Kitt Peak            | Spacewatch           |

## 404601-404700
| Nom    | Designació provisional | Data de descobriment   | Lloc de descobriment | Descobridor/s        |
| ------ | ---------------------- | ---------------------- | -------------------- | -------------------- |
| 404601 | 2013 WT108             | 16 de novembre de 2006 | Mount Lemmon         | Mt. Lemmon Survey    |
| 404602 | 2013 YD35              | 12 de desembre de 1999 | Socorro              | LINEAR               |
| 404603 | 2014 BM2               | 26 de juny de 2011     | Mount Lemmon         | Mt. Lemmon Survey    |
| 404604 | 2014 CK23              | 23 d'octubre de 2003   | Anderson Mesa        | LONEOS               |
| 404605 | 2014 DR71              | 4 d'abril de 2003      | Kitt Peak            | Spacewatch           |
| 404606 | 2014 DE120             | 11 d'abril de 2005     | Mount Lemmon         | Mt. Lemmon Survey    |
| 404607 | 2014 EK40              | 6 de novembre de 1996  | Kitt Peak            | Spacewatch           |
| 404608 | 2014 FO34              | 25 d'octubre de 2005   | Catalina             | CSS                  |
| 404609 | 2014 FC48              | 21 d'octubre de 2003   | Kitt Peak            | Spacewatch           |
| 404610 | 2014 GQ3               | 22 de febrer de 2003   | Kitt Peak            | Spacewatch           |
| 404611 | 2014 GL5               | 23 de març de 2006     | Mount Lemmon         | Mt. Lemmon Survey    |
| 404612 | 2014 GB8               | 7 d'abril de 1997      | Kitt Peak            | Spacewatch           |
| 404613 | 2014 GD8               | 13 de març de 2005     | Mount Lemmon         | Mt. Lemmon Survey    |
| 404614 | 2014 GH16              | 11 d'abril de 2003     | Kitt Peak            | Spacewatch           |
| 404615 | 2014 GJ19              | 3 de novembre de 1999  | Kitt Peak            | Spacewatch           |
| 404616 | 2014 GY19              | 9 d'octubre de 2005    | Kitt Peak            | Spacewatch           |
| 404617 | 2014 GP33              | 7 de setembre de 2004  | Kitt Peak            | Spacewatch           |
| 404618 | 2014 GP36              | 10 de febrer de 2008   | Catalina             | CSS                  |
| 404619 | 2014 GY39              | 30 d'abril de 2003     | Kitt Peak            | Spacewatch           |
| 404620 | 2014 GE40              | 3 de desembre de 2007  | Kitt Peak            | Spacewatch           |
| 404621 | 2014 GS41              | 11 de maig de 2010     | Kitt Peak            | Spacewatch           |
| 404622 | 2014 GR42              | 12 d'octubre de 2005   | Kitt Peak            | Spacewatch           |
| 404623 | 2014 GP47              | 10 d'octubre de 2012   | Kitt Peak            | Spacewatch           |
| 404624 | 2014 GQ48              | 16 de gener de 2013    | Mount Lemmon         | Mt. Lemmon Survey    |
| 404625 | 2014 GD49              | 24 de febrer de 2006   | Mount Lemmon         | Mt. Lemmon Survey    |
| 404626 | 2014 HU                | 19 de novembre de 2007 | Mount Lemmon         | Mt. Lemmon Survey    |
| 404627 | 2014 HW1               | 15 de juliol de 2007   | Siding Spring        | Siding Spring Survey |
| 404628 | 2014 HL6               | 11 de maig de 2010     | Kitt Peak            | Spacewatch           |
| 404629 | 2014 HC7               | 10 de febrer de 2002   | Socorro              | LINEAR               |
| 404630 | 2014 HE9               | 10 de maig de 2003     | Kitt Peak            | Spacewatch           |
| 404631 | 2014 HT9               | 16 de novembre de 2001 | Kitt Peak            | Spacewatch           |
| 404632 | 2014 HB11              | 10 de febrer de 2002   | Socorro              | LINEAR               |
| 404633 | 2014 HP12              | 14 de novembre de 2006 | Kitt Peak            | Spacewatch           |
| 404634 | 2014 HD13              | 20 de novembre de 2006 | Kitt Peak            | Spacewatch           |
| 404635 | 2014 HL13              | 23 de març de 2006     | Kitt Peak            | Spacewatch           |
| 404636 | 2014 HQ13              | 25 de maig de 2007     | Mount Lemmon         | Mt. Lemmon Survey    |
| 404637 | 2014 HY15              | 11 de maig de 2005     | Mount Lemmon         | Mt. Lemmon Survey    |
| 404638 | 2014 HT16              | 24 de setembre de 2000 | Socorro              | LINEAR               |
| 404639 | 2014 HQ17              | 1 de febrer de 2003    | Kitt Peak            | Spacewatch           |
| 404640 | 2014 HL19              | 11 de març de 1996     | Kitt Peak            | Spacewatch           |
| 404641 | 2014 HR20              | 3 de març de 1997      | Kitt Peak            | Spacewatch           |
| 404642 | 2014 HN25              | 9 de març de 2005      | Catalina             | CSS                  |
| 404643 | 2014 HX27              | 28 d'octubre de 2005   | Mount Lemmon         | Mt. Lemmon Survey    |
| 404644 | 2014 HE29              | 25 d'octubre de 2005   | Mount Lemmon         | Mt. Lemmon Survey    |
| 404645 | 2014 HT30              | 26 de novembre de 1994 | Kitt Peak            | Spacewatch           |
| 404646 | 2014 HV32              | 8 de novembre de 2007  | Kitt Peak            | Spacewatch           |
| 404647 | 2014 HA34              | 2 de maig de 2009      | Mount Lemmon         | Mt. Lemmon Survey    |
| 404648 | 2014 HB35              | 3 de juny de 2009      | Mount Lemmon         | Mt. Lemmon Survey    |
| 404649 | 2014 HR37              | 28 d'agost de 2005     | Kitt Peak            | Spacewatch           |
| 404650 | 2014 HX38              | 3 de febrer de 2009    | Kitt Peak            | Spacewatch           |
| 404651 | 2014 HL40              | 3 d'abril de 2000      | Anderson Mesa        | LONEOS               |
| 404652 | 2014 HQ42              | 19 d'abril de 2004     | Kitt Peak            | Spacewatch           |
| 404653 | 2014 HT42              | 3 de maig de 2006      | Mount Lemmon         | Mt. Lemmon Survey    |
| 404654 | 2014 HG43              | 10 de març de 2003     | Campo Imperatore     | CINEOS               |
| 404655 | 2014 HN44              | 26 de setembre de 2006 | Kitt Peak            | Spacewatch           |
| 404656 | 2014 HZ65              | 20 de setembre de 2007 | Kitt Peak            | Spacewatch           |
| 404657 | 2014 HX66              | 18 de novembre de 2006 | Mount Lemmon         | Mt. Lemmon Survey    |
| 404658 | 2014 HA86              | 14 de novembre de 1999 | Kitt Peak            | Spacewatch           |
| 404659 | 2014 HJ94              | 18 de novembre de 2003 | Kitt Peak            | Spacewatch           |
| 404660 | 2014 HC122             | 1 d'octubre de 2008    | Mount Lemmon         | Mt. Lemmon Survey    |
| 404661 | 2014 HZ122             | 30 d'octubre de 2011   | Mount Lemmon         | Mt. Lemmon Survey    |
| 404662 | 2014 HQ123             | 4 de juny de 2006      | Mount Lemmon         | Mt. Lemmon Survey    |
| 404663 | 2014 HW124             | 3 de març de 2005      | Catalina             | CSS                  |
| 404664 | 2014 HT125             | 18 de setembre de 2006 | Kitt Peak            | Spacewatch           |
| 404665 | 2014 HT126             | 17 de març de 2009     | Kitt Peak            | Spacewatch           |
| 404666 | 2014 HE129             | 21 de febrer de 2006   | Anderson Mesa        | LONEOS               |
| 404667 | 2014 HO137             | 15 de gener de 2010    | Kitt Peak            | Spacewatch           |
| 404668 | 2014 HH147             | 23 de juny de 2007     | Kitt Peak            | Spacewatch           |
| 404669 | 2014 HK149             | 24 d'octubre de 2005   | Kitt Peak            | Spacewatch           |
| 404670 | 2014 HD151             | 31 d'agost de 2005     | Kitt Peak            | Spacewatch           |
| 404671 | 2014 HV152             | 9 d'octubre de 2005    | Kitt Peak            | Spacewatch           |
| 404672 | 2014 HC155             | 30 d'octubre de 2005   | Kitt Peak            | Spacewatch           |
| 404673 | 2014 HP157             | 28 de gener de 2004    | Kitt Peak            | Spacewatch           |
| 404674 | 2014 HK161             | 21 de desembre de 2006 | Kitt Peak            | Spacewatch           |
| 404675 | 2014 HM161             | 26 de desembre de 2005 | Mount Lemmon         | Mt. Lemmon Survey    |
| 404676 | 2014 HC163             | 17 de desembre de 2000 | Kitt Peak            | Spacewatch           |
| 404677 | 2014 HU164             | 9 de març de 2005      | Anderson Mesa        | LONEOS               |
| 404678 | 2014 HW164             | 6 de març de 1999      | Kitt Peak            | Spacewatch           |
| 404679 | 2014 HP168             | 30 d'abril de 2006     | Kitt Peak            | Spacewatch           |
| 404680 | 2014 HQ168             | 1 de febrer de 2006    | Mount Lemmon         | Mt. Lemmon Survey    |
| 404681 | 2014 HT168             | 28 de febrer de 2008   | Kitt Peak            | Spacewatch           |
| 404682 | 2014 HX168             | 9 d'abril de 2005      | Kitt Peak            | Spacewatch           |
| 404683 | 2014 HJ170             | 5 de gener de 2000     | Kitt Peak            | Spacewatch           |
| 404684 | 2014 HK171             | 26 de desembre de 2005 | Kitt Peak            | Spacewatch           |
| 404685 | 2014 HR171             | 11 de maig de 2003     | Kitt Peak            | Spacewatch           |
| 404686 | 2014 HA179             | 27 d'octubre de 2005   | Anderson Mesa        | LONEOS               |
| 404687 | 2014 HL179             | 24 de març de 2001     | Anderson Mesa        | LONEOS               |
| 404688 | 2014 HW179             | 20 de febrer de 2010   | Kitt Peak            | Spacewatch           |
| 404689 | 2014 HL180             | 30 d'abril de 2000     | Socorro              | LINEAR               |
| 404690 | 2014 HR181             | 14 d'abril de 2004     | Kitt Peak            | Spacewatch           |
| 404691 | 2014 HW182             | 14 de juny de 2009     | Kitt Peak            | Spacewatch           |
| 404692 | 2014 HC184             | 15 d'abril de 2008     | Mount Lemmon         | Mt. Lemmon Survey    |
| 404693 | 2014 HW184             | 13 d'octubre de 1999   | Socorro              | LINEAR               |
| 404694 | 2014 HJ185             | 19 de desembre de 2004 | Mount Lemmon         | Mt. Lemmon Survey    |
| 404695 | 2014 HP186             | 29 de juliol de 2004   | Siding Spring        | Siding Spring Survey |
| 404696 | 2014 HS186             | 9 d'abril de 2005      | Kitt Peak            | Spacewatch           |
| 404697 | 2014 HF187             | 31 de gener de 2006    | Kitt Peak            | Spacewatch           |
| 404698 | 2014 HD188             | 15 de maig de 2007     | Mount Lemmon         | Mt. Lemmon Survey    |
| 404699 | 2014 HH190             | 14 de desembre de 2001 | Socorro              | LINEAR               |
| 404700 | 2014 JQ                | 30 d'abril de 1997     | Kitt Peak            | Spacewatch           |

## 404701-404800
| Nom    | Designació provisional | Data de descobriment   | Lloc de descobriment | Descobridor/s     |
| ------ | ---------------------- | ---------------------- | -------------------- | ----------------- |
| 404701 | 2014 JF2               | 15 de gener de 2005    | Kitt Peak            | Spacewatch        |
| 404702 | 2014 JM2               | 26 d'abril de 2006     | Catalina             | CSS               |
| 404703 | 2014 JL3               | 30 de gener de 2006    | Kitt Peak            | Spacewatch        |
| 404704 | 2014 JN3               | 19 de desembre de 2009 | Mount Lemmon         | Mt. Lemmon Survey |
| 404705 | 2014 JQ3               | 10 de gener de 2007    | Kitt Peak            | Spacewatch        |
| 404706 | 2014 JV3               | 8 de novembre de 2007  | Mount Lemmon         | Mt. Lemmon Survey |
| 404707 | 2014 JM5               | 19 de maig de 2010     | Mount Lemmon         | Mt. Lemmon Survey |
| 404708 | 2014 JT5               | 18 de maig de 2001     | Socorro              | LINEAR            |
| 404709 | 2014 JN6               | 27 de febrer de 2006   | Kitt Peak            | Spacewatch        |
| 404710 | 2014 JO6               | 25 de gener de 2009    | Kitt Peak            | Spacewatch        |
| 404711 | 2014 JQ6               | 8 de maig de 2005      | Mount Lemmon         | Mt. Lemmon Survey |
| 404712 | 2014 JH7               | 12 de juliol de 2010   | WISE                 | WISE              |
| 404713 | 2014 JX7               | 1 d'octubre de 2005    | Kitt Peak            | Spacewatch        |
| 404714 | 2014 JB8               | 15 de febrer de 2010   | Catalina             | CSS               |
| 404715 | 2014 JM8               | 22 de desembre de 2008 | Kitt Peak            | Spacewatch        |
| 404716 | 2014 JK10              | 29 d'octubre de 2005   | Mount Lemmon         | Mt. Lemmon Survey |
| 404717 | 2014 JZ10              | 21 d'abril de 2006     | Kitt Peak            | Spacewatch        |
| 404718 | 2014 JO13              | 17 de març de 2004     | Kitt Peak            | Spacewatch        |
| 404719 | 2014 JW13              | 10 de desembre de 2004 | Kitt Peak            | Spacewatch        |
| 404720 | 2014 JA14              | 19 de novembre de 2008 | Mount Lemmon         | Mt. Lemmon Survey |
| 404721 | 2014 JJ14              | 2 d'octubre de 2008    | Kitt Peak            | Spacewatch        |
| 404722 | 2014 JT14              | 7 d'octubre de 2004    | Socorro              | LINEAR            |
| 404723 | 2014 JG17              | 26 d'octubre de 2005   | Kitt Peak            | Spacewatch        |
| 404724 | 2014 JU18              | 19 de febrer de 2002   | Kitt Peak            | Spacewatch        |
| 404725 | 2014 JJ19              | 18 de desembre de 2001 | Socorro              | LINEAR            |
| 404726 | 2014 JR19              | 28 de febrer de 2008   | Kitt Peak            | Spacewatch        |
| 404727 | 2014 JZ20              | 24 d'agost de 2007     | Kitt Peak            | Spacewatch        |
| 404728 | 2014 JB21              | 13 d'abril de 2004     | Kitt Peak            | Spacewatch        |
| 404729 | 2014 JM21              | 7 d'octubre de 2005    | Anderson Mesa        | LONEOS            |
| 404730 | 2014 JN21              | 23 de setembre de 2006 | Kitt Peak            | Spacewatch        |
| 404731 | 2014 JJ22              | 10 de març de 2007     | Kitt Peak            | Spacewatch        |
| 404732 | 2014 JX22              | 12 de setembre de 2007 | Mount Lemmon         | Mt. Lemmon Survey |
| 404733 | 2014 JY22              | 12 de gener de 2002    | Kitt Peak            | Spacewatch        |
| 404734 | 2014 JE23              | 29 de gener de 2009    | Catalina             | CSS               |
| 404735 | 2014 JJ23              | 28 de novembre de 1994 | Kitt Peak            | Spacewatch        |
| 404736 | 2014 JK23              | 16 de desembre de 2004 | Kitt Peak            | Spacewatch        |
| 404737 | 2014 JV25              | 31 de desembre de 2007 | Mount Lemmon         | Mt. Lemmon Survey |
| 404738 | 2014 JD26              | 17 de novembre de 2006 | Mount Lemmon         | Mt. Lemmon Survey |
| 404739 | 2014 JG26              | 20 de desembre de 2004 | Mount Lemmon         | Mt. Lemmon Survey |
| 404740 | 2014 JL26              | 21 de desembre de 2008 | Catalina             | CSS               |
| 404741 | 2014 JA27              | 4 de desembre de 2005  | Kitt Peak            | Spacewatch        |
| 404742 | 2014 JN28              | 21 de juny de 2009     | Mount Lemmon         | Mt. Lemmon Survey |
| 404743 | 2014 JN29              | 2 de maig de 2006      | Kitt Peak            | Spacewatch        |
| 404744 | 2014 JD31              | 4 de maig de 2006      | Catalina             | CSS               |
| 404745 | 2014 JF31              | 27 d'octubre de 2005   | Anderson Mesa        | LONEOS            |
| 404746 | 2014 JG31              | 26 d'octubre de 2005   | Kitt Peak            | Spacewatch        |
| 404747 | 2014 JO32              | 28 de febrer de 2009   | Kitt Peak            | Spacewatch        |
| 404748 | 2014 JQ32              | 11 de març de 2005     | Mount Lemmon         | Mt. Lemmon Survey |
| 404749 | 2014 JW32              | 14 d'abril de 2007     | Mount Lemmon         | Mt. Lemmon Survey |
| 404750 | 2014 JV33              | 4 d'octubre de 2004    | Kitt Peak            | Spacewatch        |
| 404751 | 2014 JJ34              | 28 de desembre de 2005 | Kitt Peak            | Spacewatch        |
| 404752 | 2014 JN34              | 8 de novembre de 2007  | Mount Lemmon         | Mt. Lemmon Survey |
| 404753 | 2014 JF35              | 31 de març de 2008     | Mount Lemmon         | Mt. Lemmon Survey |
| 404754 | 2014 JQ35              | 25 de novembre de 2005 | Mount Lemmon         | Mt. Lemmon Survey |
| 404755 | 2014 JD37              | 10 d'octubre de 2007   | Kitt Peak            | Spacewatch        |
| 404756 | 2014 JH37              | 27 de setembre de 2006 | Kitt Peak            | Spacewatch        |
| 404757 | 2014 JX37              | 18 de juny de 2010     | Mount Lemmon         | Mt. Lemmon Survey |
| 404758 | 2014 JG38              | 15 d'octubre de 2007   | Mount Lemmon         | Mt. Lemmon Survey |
| 404759 | 2014 JL38              | 13 de desembre de 2006 | Kitt Peak            | Spacewatch        |
| 404760 | 2014 JG39              | 11 d'abril de 1996     | Kitt Peak            | Spacewatch        |
| 404761 | 2014 JQ39              | 20 de novembre de 2008 | Kitt Peak            | Spacewatch        |
| 404762 | 2014 JL40              | 13 de juny de 2007     | Kitt Peak            | Spacewatch        |
| 404763 | 2014 JC41              | 20 de novembre de 2007 | Kitt Peak            | Spacewatch        |
| 404764 | 2014 JV41              | 15 de setembre de 2006 | Kitt Peak            | Spacewatch        |
| 404765 | 2014 JM42              | 9 de gener de 2007     | Kitt Peak            | Spacewatch        |
| 404766 | 2014 JN42              | 8 de maig de 2010      | WISE                 | WISE              |
| 404767 | 2014 JW42              | 17 de novembre de 2006 | Mount Lemmon         | Mt. Lemmon Survey |
| 404768 | 2014 JA43              | 17 de febrer de 2010   | Kitt Peak            | Spacewatch        |
| 404769 | 2014 JG43              | 13 de gener de 1996    | Kitt Peak            | Spacewatch        |
| 404770 | 2014 JL43              | 13 de desembre de 2004 | Kitt Peak            | Spacewatch        |
| 404771 | 2014 JO43              | 26 de maig de 2000     | Anderson Mesa        | LONEOS            |
| 404772 | 2014 JP43              | 7 de desembre de 2005  | Kitt Peak            | Spacewatch        |
| 404773 | 2014 JW44              | 7 de març de 2008      | Catalina             | CSS               |
| 404774 | 2014 JF46              | 26 d'abril de 2006     | Kitt Peak            | Spacewatch        |
| 404775 | 2014 JH46              | 26 d'octubre de 2005   | Kitt Peak            | Spacewatch        |
| 404776 | 2014 JO46              | 27 de setembre de 2008 | Mount Lemmon         | Mt. Lemmon Survey |
| 404777 | 2014 JP46              | 16 de novembre de 1995 | Kitt Peak            | Spacewatch        |
| 404778 | 2014 JP47              | 30 de novembre de 2011 | Catalina             | CSS               |
| 404779 | 2014 JU49              | 9 de maig de 2005      | Kitt Peak            | Spacewatch        |
| 404780 | 2014 JW49              | 28 de març de 2009     | Catalina             | CSS               |
| 404781 | 2014 JE50              | 21 de desembre de 2008 | Catalina             | CSS               |
| 404782 | 2014 JJ50              | 27 de gener de 2007    | Mount Lemmon         | Mt. Lemmon Survey |
| 404783 | 2014 JN50              | 29 de maig de 2006     | Kitt Peak            | Spacewatch        |
| 404784 | 2014 JJ51              | 4 d'agost de 2003      | Kitt Peak            | Spacewatch        |
| 404785 | 2014 JW51              | 4 de novembre de 2005  | Mount Lemmon         | Mt. Lemmon Survey |
| 404786 | 2014 JB52              | 5 de maig de 1997      | Socorro              | LINEAR            |
| 404787 | 2014 JC52              | 13 de setembre de 2004 | Kitt Peak            | Spacewatch        |
| 404788 | 2014 JT52              | 29 de febrer de 2008   | Mount Lemmon         | Mt. Lemmon Survey |
| 404789 | 2014 JR53              | 25 d'abril de 1998     | Kitt Peak            | Spacewatch        |
| 404790 | 2014 JB54              | 11 de març de 2008     | Mount Lemmon         | Mt. Lemmon Survey |
| 404791 | 2014 JO54              | 7 de novembre de 2007  | Mount Lemmon         | Mt. Lemmon Survey |
| 404792 | 2014 JS59              | 28 de maig de 2009     | Mount Lemmon         | Mt. Lemmon Survey |
| 404793 | 2014 JT59              | 8 d'octubre de 2008    | Catalina             | CSS               |
| 404794 | 2014 JU59              | 20 d'octubre de 1995   | Kitt Peak            | Spacewatch        |
| 404795 | 2014 JX59              | 28 d'abril de 2009     | Kitt Peak            | Spacewatch        |
| 404796 | 2014 JG60              | 30 de març de 2008     | Catalina             | CSS               |
| 404797 | 2014 JH60              | 12 de maig de 2010     | Mount Lemmon         | Mt. Lemmon Survey |
| 404798 | 2014 JQ60              | 6 de juny de 2005      | Kitt Peak            | Spacewatch        |
| 404799 | 2014 JV60              | 12 d'octubre de 2007   | Mount Lemmon         | Mt. Lemmon Survey |
| 404800 | 2014 JW60              | 28 de novembre de 2011 | Kitt Peak            | Spacewatch        |

## 404801-404900
| Nom    | Designació provisional | Data de descobriment   | Lloc de descobriment | Descobridor/s          |
| ------ | ---------------------- | ---------------------- | -------------------- | ---------------------- |
| 404801 | 2014 JC61              | 30 de març de 2008     | Catalina             | CSS                    |
| 404802 | 2014 JO61              | 26 de setembre de 1995 | Kitt Peak            | Spacewatch             |
| 404803 | 2014 JQ61              | 7 d'octubre de 2010    | Catalina             | CSS                    |
| 404804 | 2014 JR62              | 10 de setembre de 2004 | Socorro              | LINEAR                 |
| 404805 | 2014 JS62              | 27 de setembre de 2006 | Kitt Peak            | Spacewatch             |
| 404806 | 2014 JJ63              | 14 de juny de 2010     | WISE                 | WISE                   |
| 404807 | 2014 JS63              | 24 de març de 2003     | Kitt Peak            | Spacewatch             |
| 404808 | 2014 JU64              | 13 de març de 2010     | Kitt Peak            | Spacewatch             |
| 404809 | 2014 JY64              | 10 de desembre de 2004 | Kitt Peak            | Spacewatch             |
| 404810 | 2014 JX65              | 2 de novembre de 2007  | Mount Lemmon         | Mt. Lemmon Survey      |
| 404811 | 2014 JZ65              | 2 de gener de 2000     | Kitt Peak            | Spacewatch             |
| 404812 | 2014 JB67              | 22 de novembre de 2006 | Mount Lemmon         | Mt. Lemmon Survey      |
| 404813 | 2014 JM67              | 11 de setembre de 2007 | Mount Lemmon         | Mt. Lemmon Survey      |
| 404814 | 2014 JT67              | 23 de març de 2003     | Kitt Peak            | Spacewatch             |
| 404815 | 2014 JD68              | 21 de febrer de 2004   | Kitt Peak            | Spacewatch             |
| 404816 | 2014 JM68              | 22 de maig de 2001     | Kitt Peak            | Spacewatch             |
| 404817 | 2014 JE70              | 13 de febrer de 2010   | Mount Lemmon         | Mt. Lemmon Survey      |
| 404818 | 2014 JW70              | 17 d'octubre de 2006   | Mount Lemmon         | Mt. Lemmon Survey      |
| 404819 | 2014 JZ70              | 30 d'octubre de 2005   | Kitt Peak            | Spacewatch             |
| 404820 | 2014 JL72              | 19 de novembre de 2008 | Mount Lemmon         | Mt. Lemmon Survey      |
| 404821 | 2014 JM72              | 25 de setembre de 2006 | Kitt Peak            | Spacewatch             |
| 404822 | 2014 JN72              | 16 de novembre de 2003 | Kitt Peak            | Spacewatch             |
| 404823 | 2014 JE73              | 28 de maig de 2000     | Socorro              | LINEAR                 |
| 404824 | 2014 JQ73              | 7 de setembre de 2011  | Kitt Peak            | Spacewatch             |
| 404825 | 2014 JC74              | 12 de setembre de 2004 | Kitt Peak            | Spacewatch             |
| 404826 | 2014 JE74              | 5 d'abril de 2003      | Kitt Peak            | Spacewatch             |
| 404827 | 2014 JP74              | 17 d'octubre de 2010   | Mount Lemmon         | Mt. Lemmon Survey      |
| 404828 | 2014 JO75              | 11 de juny de 2007     | Siding Spring        | Siding Spring Survey   |
| 404829 | 2014 JB76              | 3 de novembre de 2007  | Kitt Peak            | Spacewatch             |
| 404830 | 2014 JH76              | 13 de març de 2010     | Kitt Peak            | Spacewatch             |
| 404831 | 2014 JK76              | 30 de gener de 2006    | Kitt Peak            | Spacewatch             |
| 404832 | 2014 JL76              | 10 de maig de 2003     | Kitt Peak            | Spacewatch             |
| 404833 | 2014 JM76              | 17 de febrer de 2010   | Kitt Peak            | Spacewatch             |
| 404834 | 2014 JK77              | 28 d'octubre de 2008   | Kitt Peak            | Spacewatch             |
| 404835 | 2014 JN77              | 28 d'octubre de 2005   | Kitt Peak            | Spacewatch             |
| 404836 | 2014 JR77              | 16 de novembre de 2006 | Mount Lemmon         | Mt. Lemmon Survey      |
| 404837 | 2014 JW77              | 11 de març de 2008     | Catalina             | CSS                    |
| 404838 | 2014 JB78              | 7 d'agost de 2010      | XuYi                 | PMO NEO Survey Program |
| 404839 | 2014 JC78              | 13 de juny de 2010     | WISE                 | WISE                   |
| 404840 | 2014 KQ1               | 13 de març de 2007     | Kitt Peak            | Spacewatch             |
| 404841 | 2014 KW2               | 23 de maig de 1998     | Kitt Peak            | Spacewatch             |
| 404842 | 2014 KO3               | 15 de juny de 2005     | Kitt Peak            | Spacewatch             |
| 404843 | 2014 KZ4               | 28 d'abril de 2003     | Kitt Peak            | Spacewatch             |
| 404844 | 2014 KG5               | 18 de novembre de 2003 | Kitt Peak            | Spacewatch             |
| 404845 | 2014 KD12              | 8 d'abril de 2003      | Kitt Peak            | Spacewatch             |
| 404846 | 2014 KL12              | 26 de març de 2003     | Kitt Peak            | Spacewatch             |
| 404847 | 2014 KA13              | 29 de març de 2008     | Kitt Peak            | Spacewatch             |
| 404848 | 2014 KM15              | 28 de febrer de 2009   | Kitt Peak            | Spacewatch             |
| 404849 | 2014 KQ15              | 8 de febrer de 2008    | Siding Spring        | Siding Spring Survey   |
| 404850 | 2014 KS15              | 30 d'agost de 2005     | Kitt Peak            | Spacewatch             |
| 404851 | 2014 KT15              | 22 d'octubre de 2005   | Kitt Peak            | Spacewatch             |
| 404852 | 2014 KK16              | 29 de març de 2007     | Kitt Peak            | Spacewatch             |
| 404853 | 2014 KL16              | 12 de setembre de 2010 | Mount Lemmon         | Mt. Lemmon Survey      |
| 404854 | 2014 KM16              | 29 d'agost de 2006     | Catalina             | CSS                    |
| 404855 | 2014 KT16              | 30 d'abril de 1997     | Socorro              | LINEAR                 |
| 404856 | 2014 KB17              | 29 d'octubre de 2005   | Kitt Peak            | Spacewatch             |
| 404857 | 2014 KF17              | 26 de març de 2009     | Mount Lemmon         | Mt. Lemmon Survey      |
| 404858 | 2014 KC18              | 26 de maig de 2003     | Kitt Peak            | Spacewatch             |
| 404859 | 2014 KF20              | 1 de desembre de 2006  | Mount Lemmon         | Mt. Lemmon Survey      |
| 404860 | 2014 KO20              | 30 de juliol de 2010   | WISE                 | WISE                   |
| 404861 | 2014 KX20              | 4 de febrer de 2009    | Mount Lemmon         | Mt. Lemmon Survey      |
| 404862 | 2014 KF25              | 25 de febrer de 2006   | Kitt Peak            | Spacewatch             |
| 404863 | 2014 KV25              | 7 de juny de 2000      | Kitt Peak            | Spacewatch             |
| 404864 | 2014 KE27              | 27 de gener de 2007    | Kitt Peak            | Spacewatch             |
| 404865 | 2014 KW28              | 31 de desembre de 2008 | Catalina             | CSS                    |
| 404866 | 2014 KJ30              | 26 de maig de 2003     | Kitt Peak            | Spacewatch             |
| 404867 | 2014 KR31              | 19 d'abril de 2007     | Mount Lemmon         | Mt. Lemmon Survey      |
| 404868 | 2014 KV32              | 11 d'octubre de 2004   | Kitt Peak            | Spacewatch             |
| 404869 | 2014 KV42              | 1 de juliol de 2009    | Siding Spring        | Siding Spring Survey   |
| 404870 | 2014 KW42              | 15 de juny de 2009     | Mount Lemmon         | Mt. Lemmon Survey      |
| 404871 | 2014 KU43              | 24 d'octubre de 2008   | Mount Lemmon         | Mt. Lemmon Survey      |
| 404872 | 2014 KC44              | 5 de març de 2008      | Mount Lemmon         | Mt. Lemmon Survey      |
| 404873 | 2014 KF51              | 21 de març de 2009     | Mount Lemmon         | Mt. Lemmon Survey      |
| 404874 | 2014 KW52              | 26 de novembre de 2003 | Kitt Peak            | Spacewatch             |
| 404875 | 2014 KX53              | 25 de juliol de 2010   | WISE                 | WISE                   |
| 404876 | 2014 KZ53              | 24 de juny de 2000     | Kitt Peak            | Spacewatch             |
| 404877 | 2014 KB54              | 7 de febrer de 2002    | Socorro              | LINEAR                 |
| 404878 | 2014 KA56              | 26 de setembre de 2000 | Socorro              | LINEAR                 |
| 404879 | 2014 KD56              | 26 de juny de 2010     | WISE                 | WISE                   |
| 404880 | 2014 KR56              | 1 de novembre de 2005  | Catalina             | CSS                    |
| 404881 | 2014 KW57              | 17 d'abril de 1996     | Kitt Peak            | Spacewatch             |
| 404882 | 2014 KV58              | 13 de gener de 2008    | Kitt Peak            | Spacewatch             |
| 404883 | 2014 KD62              | 28 d'agost de 2009     | Catalina             | CSS                    |
| 404884 | 2014 KH65              | 17 de desembre de 2003 | Kitt Peak            | Spacewatch             |
| 404885 | 2014 KC68              | 2 d'octubre de 2008    | Kitt Peak            | Spacewatch             |
| 404886 | 2014 KJ72              | 19 de gener de 2002    | Kitt Peak            | Spacewatch             |
| 404887 | 2014 KB73              | 17 de setembre de 2006 | Kitt Peak            | Spacewatch             |
| 404888 | 2014 KU73              | 11 de març de 2008     | Kitt Peak            | Spacewatch             |
| 404889 | 2014 KS74              | 27 de setembre de 2006 | Catalina             | CSS                    |
| 404890 | 2014 KU74              | 19 de novembre de 2008 | Kitt Peak            | Spacewatch             |
| 404891 | 2014 KE75              | 10 d'abril de 2005     | Kitt Peak            | Spacewatch             |
| 404892 | 2014 KJ77              | 9 de febrer de 2007    | Mount Lemmon         | Mt. Lemmon Survey      |
| 404893 | 2014 KL77              | 17 de gener de 2007    | Kitt Peak            | Spacewatch             |
| 404894 | 2014 KZ77              | 2 d'abril de 2005      | Catalina             | CSS                    |
| 404895 | 2014 KA78              | 19 de gener de 2002    | Kitt Peak            | Spacewatch             |
| 404896 | 2014 KZ78              | 19 de novembre de 2003 | Kitt Peak            | Spacewatch             |
| 404897 | 2014 KF81              | 22 d'octubre de 2006   | Kitt Peak            | Spacewatch             |
| 404898 | 2014 KN81              | 27 d'octubre de 2005   | Mount Lemmon         | Mt. Lemmon Survey      |
| 404899 | 2014 KD83              | 28 de maig de 2000     | Socorro              | LINEAR                 |
| 404900 | 2014 KT83              | 8 d'octubre de 2007    | Catalina             | CSS                    |

## 404901-405000
| Nom    | Designació provisional | Data de descobriment   | Lloc de descobriment | Descobridor/s                                          |
| ------ | ---------------------- | ---------------------- | -------------------- | ------------------------------------------------------ |
| 404901 | 2014 KT85              | 18 de novembre de 2003 | Kitt Peak            | Spacewatch                                             |
| 404902 | 2014 KA86              | 28 d'abril de 2010     | WISE                 | WISE                                                   |
| 404903 | 2014 KD87              | 22 d'octubre de 2006   | Mount Lemmon         | Mt. Lemmon Survey                                      |
| 404904 | 2014 KJ89              | 22 d'abril de 2007     | Catalina             | CSS                                                    |
| 404905 | 2014 KM89              | 25 de febrer de 2006   | Kitt Peak            | Spacewatch                                             |
| 404906 | 2014 KP91              | 14 de febrer de 2002   | Kitt Peak            | Spacewatch                                             |
| 404907 | 2014 KB92              | 1 de febrer de 2009    | Mount Lemmon         | Mt. Lemmon Survey                                      |
| 404908 | 2014 KH92              | 22 de novembre de 2008 | Kitt Peak            | Spacewatch                                             |
| 404909 | 2014 KM92              | 4 d'abril de 2008      | Kitt Peak            | Spacewatch                                             |
| 404910 | 2014 KP95              | 15 de març de 2005     | Mount Lemmon         | Mt. Lemmon Survey                                      |
| 404911 | 2014 KD96              | 4 de novembre de 2005  | Mount Lemmon         | Mt. Lemmon Survey                                      |
| 404912 | 2014 KW96              | 25 de febrer de 2007   | Mount Lemmon         | Mt. Lemmon Survey                                      |
| 404913 | 2014 KL97              | 1 de maig de 2003      | Kitt Peak            | Spacewatch                                             |
| 404914 | 2014 KB98              | 7 d'abril de 2008      | Mount Lemmon         | Mt. Lemmon Survey                                      |
| 404915 | 2014 KH98              | 18 de març de 2010     | Mount Lemmon         | Mt. Lemmon Survey                                      |
| 404916 | 2014 KU98              | 9 d'octubre de 2004    | Kitt Peak            | Spacewatch                                             |
| 404917 | 2014 KO100             | 1 de novembre de 2005  | Mount Lemmon         | Mt. Lemmon Survey                                      |
| 404918 | 2014 LR                | 27 de desembre de 2005 | Kitt Peak            | Spacewatch                                             |
| 404919 | 2014 LF11              | 4 d'octubre de 2006    | Mount Lemmon         | Mt. Lemmon Survey                                      |
| 404920 | 2014 LG11              | 20 de novembre de 2008 | Kitt Peak            | Spacewatch                                             |
| 404921 | 2014 LW12              | 1 de març de 2009      | Mount Lemmon         | Mt. Lemmon Survey                                      |
| 404922 | 2014 LZ12              | 21 de gener de 2010    | WISE                 | WISE                                                   |
| 404923 | 2014 LN13              | 16 de juny de 2007     | Kitt Peak            | Spacewatch                                             |
| 404924 | 2014 LT13              | 1 de gener de 2009     | Kitt Peak            | Spacewatch                                             |
| 404925 | 2014 LA14              | 12 de desembre de 2012 | Mount Lemmon         | Mt. Lemmon Survey                                      |
| 404926 | 2014 LN15              | 22 de desembre de 2003 | Kitt Peak            | Spacewatch                                             |
| 404927 | 2014 LU15              | 26 d'abril de 2009     | Catalina             | CSS                                                    |
| 404928 | 2014 LL17              | 17 de març de 2010     | Mount Lemmon         | Mt. Lemmon Survey                                      |
| 404929 | 2014 LG18              | 25 d'octubre de 2007   | Mount Lemmon         | Mt. Lemmon Survey                                      |
| 404930 | 2014 LF20              | 23 de març de 2003     | Kitt Peak            | Spacewatch                                             |
| 404931 | 2014 LG20              | 15 de febrer de 2010   | Kitt Peak            | Spacewatch                                             |
| 404932 | 2014 LG22              | 17 de gener de 2009    | Kitt Peak            | Spacewatch                                             |
| 404933 | 2014 LR23              | 17 de gener de 2007    | Kitt Peak            | Spacewatch                                             |
| 404934 | 2014 MF4               | 22 de desembre de 2008 | Kitt Peak            | Spacewatch                                             |
| 404935 | 2014 ML7               | 20 de juny de 2010     | Mount Lemmon         | Mt. Lemmon Survey                                      |
| 404936 | 2014 MN7               | 5 d'octubre de 2007    | Siding Spring        | Siding Spring Survey                                   |
| 404937 | 2014 MP7               | 1 de novembre de 2010  | Mount Lemmon         | Mt. Lemmon Survey                                      |
| 404938 | 2014 MT7               | 15 de desembre de 2006 | Mount Lemmon         | Mt. Lemmon Survey                                      |
| 404939 | 2014 MR9               | 16 d'abril de 2007     | Catalina             | CSS                                                    |
| 404940 | 2014 MG11              | 23 de febrer de 2007   | Mount Lemmon         | Mt. Lemmon Survey                                      |
| 404941 | 2014 MW14              | 22 de setembre de 2009 | Catalina             | CSS                                                    |
| 404942 | 2014 MJ20              | 16 de març de 2004     | Siding Spring        | Siding Spring Survey                                   |
| 404943 | 6824 P-L               | 24 de setembre de 1960 | Palomar              | C. J. van Houten, I. van Houten-Groeneveld, T. Gehrels |
| 404944 | 3493 T-3               | 16 d'octubre de 1977   | Palomar              | C. J. van Houten, I. van Houten-Groeneveld, T. Gehrels |
| 404945 | 1981 EM32              | 7 de març de 1981      | Siding Spring        | S. J. Bus                                              |
| 404946 | 1993 TO26              | 9 d'octubre de 1993    | La Silla             | E. W. Elst                                             |
| 404947 | 1995 SR15              | 18 de setembre de 1995 | Kitt Peak            | Spacewatch                                             |
| 404948 | 1995 YL9               | 18 de desembre de 1995 | Kitt Peak            | Spacewatch                                             |
| 404949 | 1996 GA4               | 9 d'abril de 1996      | Kitt Peak            | Spacewatch                                             |
| 404950 | 1996 TG4               | 8 d'octubre de 1996    | Haleakala            | NEAT                                                   |
| 404951 | 1996 TV18              | 4 d'octubre de 1996    | Kitt Peak            | Spacewatch                                             |
| 404952 | 1996 TQ28              | 7 d'octubre de 1996    | Kitt Peak            | Spacewatch                                             |
| 404953 | 1996 VA25              | 10 de novembre de 1996 | Kitt Peak            | Spacewatch                                             |
| 404954 | 1996 XX17              | 7 de desembre de 1996  | Kitt Peak            | Spacewatch                                             |
| 404955 | 1997 SK11              | 23 de setembre de 1997 | Kitt Peak            | Spacewatch                                             |
| 404956 | 1998 BN9               | 18 de gener de 1998    | Kitt Peak            | Spacewatch                                             |
| 404957 | 1998 BU38              | 29 de gener de 1998    | Kitt Peak            | Spacewatch                                             |
| 404958 | 1998 DF11              | 25 de febrer de 1998   | Haleakala            | NEAT                                                   |
| 404959 | 1998 RS13              | 13 de setembre de 1998 | Kitt Peak            | Spacewatch                                             |
| 404960 | 1998 RM56              | 14 de setembre de 1998 | Socorro              | LINEAR                                                 |
| 404961 | 1998 SW8               | 20 de setembre de 1998 | Kitt Peak            | Spacewatch                                             |
| 404962 | 1998 SL40              | 24 de setembre de 1998 | Kitt Peak            | Spacewatch                                             |
| 404963 | 1998 SD52              | 28 de setembre de 1998 | Kitt Peak            | Spacewatch                                             |
| 404964 | 1998 SL97              | 26 de setembre de 1998 | Socorro              | LINEAR                                                 |
| 404965 | 1998 TP8               | 12 d'octubre de 1998   | Kitt Peak            | Spacewatch                                             |
| 404966 | 1998 TQ22              | 13 d'octubre de 1998   | Kitt Peak            | Spacewatch                                             |
| 404967 | 1999 BV28              | 13 de gener de 1999    | Kitt Peak            | Spacewatch                                             |
| 404968 | 1999 TE43              | 3 d'octubre de 1999    | Kitt Peak            | Spacewatch                                             |
| 404969 | 1999 TL58              | 6 d'octubre de 1999    | Kitt Peak            | Spacewatch                                             |
| 404970 | 1999 TR207             | 14 d'octubre de 1999   | Socorro              | LINEAR                                                 |
| 404971 | 1999 TY214             | 15 d'octubre de 1999   | Socorro              | LINEAR                                                 |
| 404972 | 1999 TJ264             | 15 d'octubre de 1999   | Kitt Peak            | Spacewatch                                             |
| 404973 | 1999 UF57              | 29 d'octubre de 1999   | Kitt Peak            | Spacewatch                                             |
| 404974 | 1999 VF75              | 5 de novembre de 1999  | Kitt Peak            | Spacewatch                                             |
| 404975 | 1999 VM80              | 4 de novembre de 1999  | Socorro              | LINEAR                                                 |
| 404976 | 1999 VT107             | 9 de novembre de 1999  | Socorro              | LINEAR                                                 |
| 404977 | 1999 VA113             | 9 de novembre de 1999  | Socorro              | LINEAR                                                 |
| 404978 | 1999 WC19              | 30 de novembre de 1999 | Kitt Peak            | Spacewatch                                             |
| 404979 | 1999 XQ139             | 2 de desembre de 1999  | Kitt Peak            | Spacewatch                                             |
| 404980 | 1999 XH145             | 15 de novembre de 1999 | Kitt Peak            | Spacewatch                                             |
| 404981 | 1999 XR251             | 9 de desembre de 1999  | Kitt Peak            | Spacewatch                                             |
| 404982 | 1999 XG255             | 4 de desembre de 1999  | Kitt Peak            | Spacewatch                                             |
| 404983 | 1999 XO260             | 7 de desembre de 1999  | Socorro              | LINEAR                                                 |
| 404984 | 1999 YE8               | 16 de desembre de 1999 | Kitt Peak            | Spacewatch                                             |
| 404985 | 2000 AJ220             | 8 de gener de 2000     | Kitt Peak            | Spacewatch                                             |
| 404986 | 2000 BL39              | 27 de gener de 2000    | Kitt Peak            | Spacewatch                                             |
| 404987 | 2000 CA3               | 2 de febrer de 2000    | Socorro              | LINEAR                                                 |
| 404988 | 2000 CL73              | 7 de febrer de 2000    | Kitt Peak            | Spacewatch                                             |
| 404989 | 2000 DJ89              | 26 de febrer de 2000   | Kitt Peak            | Spacewatch                                             |
| 404990 | 2000 DB111             | 29 de febrer de 2000   | Socorro              | LINEAR                                                 |
| 404991 | 2000 EU4               | 2 de març de 2000      | Kitt Peak            | Spacewatch                                             |
| 404992 | 2000 GB3               | 5 d'abril de 2000      | Socorro              | LINEAR                                                 |
| 404993 | 2000 GR132             | 12 d'abril de 2000     | Haleakala            | NEAT                                                   |
| 404994 | 2000 QZ186             | 26 d'agost de 2000     | Socorro              | LINEAR                                                 |
| 404995 | 2000 QA210             | 31 d'agost de 2000     | Socorro              | LINEAR                                                 |
| 404996 | 2000 RZ36              | 3 de setembre de 2000  | Socorro              | LINEAR                                                 |
| 404997 | 2000 RA85              | 2 de setembre de 2000  | Anderson Mesa        | LONEOS                                                 |
| 404998 | 2000 SP30              | 24 de setembre de 2000 | Socorro              | LINEAR                                                 |
| 404999 | 2000 SW262             | 25 de setembre de 2000 | Socorro              | LINEAR                                                 |
| 405000 | 2000 SQ288             | 27 de setembre de 2000 | Socorro              | LINEAR                                                 |